# Llista d'asteroides (229001-230000)
Llista d'asteroides del 229.001 al 230.000, amb data de descoberta i descobridor. És un fragment de la llista d'asteroides completa. Als asteroides se'ls dona un número quan es confirma la seva òrbita, per tant apareixen llistats aproximadament segons la data de descobriment.

## 229001–229100
| Nom    | Designació provisional | Data de descobriment   | Lloc de descobriment | Descobridor/s               |
| ------ | ---------------------- | ---------------------- | -------------------- | --------------------------- |
| 229001 | 2003 WL155             | 26 de novembre de 2003 | Kitt Peak            | Spacewatch                  |
| 229002 | 2003 WN169             | 19 de novembre de 2003 | Palomar              | NEAT                        |
| 229003 | 2003 WZ170             | 21 de novembre de 2003 | Palomar              | NEAT                        |
| 229004 | 2003 WL178             | 20 de novembre de 2003 | Kitt Peak            | M. W. Buie                  |
| 229005 | 2003 WX188             | 19 de novembre de 2003 | Palomar              | NEAT                        |
| 229006 | 2003 WT192             | 18 de novembre de 2003 | Palomar              | NEAT                        |
| 229007 | 2003 XF11              | 13 de desembre de 2003 | Socorro              | LINEAR                      |
| 229008 | 2003 XT11              | 12 de desembre de 2003 | Palomar              | NEAT                        |
| 229009 | 2003 XJ22              | 4 de desembre de 2003  | Socorro              | LINEAR                      |
| 229010 | 2003 XJ26              | 1 de desembre de 2003  | Socorro              | LINEAR                      |
| 229011 | 2003 YF                | 16 de desembre de 2003 | Socorro              | LINEAR                      |
| 229012 | 2003 YD14              | 17 de desembre de 2003 | Socorro              | LINEAR                      |
| 229013 | 2003 YR23              | 17 de desembre de 2003 | Socorro              | LINEAR                      |
| 229014 | 2003 YN27              | 17 de desembre de 2003 | Kitt Peak            | Spacewatch                  |
| 229015 | 2003 YV45              | 17 de desembre de 2003 | Socorro              | LINEAR                      |
| 229016 | 2003 YW49              | 18 de desembre de 2003 | Socorro              | LINEAR                      |
| 229017 | 2003 YS61              | 19 de desembre de 2003 | Socorro              | LINEAR                      |
| 229018 | 2003 YT61              | 19 de desembre de 2003 | Socorro              | LINEAR                      |
| 229019 | 2003 YD65              | 19 de desembre de 2003 | Socorro              | LINEAR                      |
| 229020 | 2003 YU68              | 19 de desembre de 2003 | Socorro              | LINEAR                      |
| 229021 | 2003 YG92              | 21 de desembre de 2003 | Catalina             | CSS                         |
| 229022 | 2003 YO100             | 19 de desembre de 2003 | Socorro              | LINEAR                      |
| 229023 | 2003 YT160             | 17 de desembre de 2003 | Kitt Peak            | Spacewatch                  |
| 229024 | 2003 YT164             | 17 de desembre de 2003 | Kitt Peak            | Spacewatch                  |
| 229025 | 2004 BJ13              | 17 de gener de 2004    | Palomar              | NEAT                        |
| 229026 | 2004 BS32              | 19 de gener de 2004    | Kitt Peak            | Spacewatch                  |
| 229027 | 2004 BK46              | 21 de gener de 2004    | Socorro              | LINEAR                      |
| 229028 | 2004 CZ3               | 10 de febrer de 2004   | Palomar              | NEAT                        |
| 229029 | 2004 CS45              | 13 de febrer de 2004   | Kitt Peak            | Spacewatch                  |
| 229030 | 2004 CQ58              | 10 de febrer de 2004   | Palomar              | NEAT                        |
| 229031 | 2004 DE33              | 18 de febrer de 2004   | Socorro              | LINEAR                      |
| 229032 | 2004 DN34              | 18 de febrer de 2004   | Kvistaberg           | Uppsala-DLR Asteroid Survey |
| 229033 | 2004 DF46              | 19 de febrer de 2004   | Socorro              | LINEAR                      |
| 229034 | 2004 DP70              | 26 de febrer de 2004   | Socorro              | LINEAR                      |
| 229035 | 2004 EJ3               | 10 de març de 2004     | Palomar              | NEAT                        |
| 229036 | 2004 EX55              | 14 de març de 2004     | Palomar              | NEAT                        |
| 229037 | 2004 EE62              | 12 de març de 2004     | Palomar              | NEAT                        |
| 229038 | 2004 EG63              | 13 de març de 2004     | Palomar              | NEAT                        |
| 229039 | 2004 EN73              | 15 de març de 2004     | Catalina             | CSS                         |
| 229040 | 2004 EC77              | 15 de març de 2004     | Catalina             | CSS                         |
| 229041 | 2004 EJ94              | 15 de març de 2004     | Kitt Peak            | Spacewatch                  |
| 229042 | 2004 EQ98              | 15 de març de 2004     | Kitt Peak            | Spacewatch                  |
| 229043 | 2004 EG102             | 15 de març de 2004     | Kitt Peak            | Spacewatch                  |
| 229044 | 2004 FX8               | 16 de març de 2004     | Socorro              | LINEAR                      |
| 229045 | 2004 FM11              | 16 de març de 2004     | Catalina             | CSS                         |
| 229046 | 2004 FB23              | 17 de març de 2004     | Kitt Peak            | Spacewatch                  |
| 229047 | 2004 FP28              | 18 de març de 2004     | Kitt Peak            | Spacewatch                  |
| 229048 | 2004 FE34              | 16 de març de 2004     | Socorro              | LINEAR                      |
| 229049 | 2004 FH36              | 16 de març de 2004     | Socorro              | LINEAR                      |
| 229050 | 2004 FK57              | 17 de març de 2004     | Kitt Peak            | Spacewatch                  |
| 229051 | 2004 FR60              | 18 de març de 2004     | Kitt Peak            | Spacewatch                  |
| 229052 | 2004 FH64              | 19 de març de 2004     | Socorro              | LINEAR                      |
| 229053 | 2004 FS67              | 20 de març de 2004     | Socorro              | LINEAR                      |
| 229054 | 2004 FT85              | 19 de març de 2004     | Palomar              | NEAT                        |
| 229055 | 2004 FD112             | 26 de març de 2004     | Kitt Peak            | Spacewatch                  |
| 229056 | 2004 FC126             | 27 de març de 2004     | Socorro              | LINEAR                      |
| 229057 | 2004 FB137             | 28 de març de 2004     | Socorro              | LINEAR                      |
| 229058 | 2004 FR142             | 27 de març de 2004     | Socorro              | LINEAR                      |
| 229059 | 2004 FA165             | 20 de març de 2004     | Kitt Peak            | Spacewatch                  |
| 229060 | 2004 GM4               | 11 d'abril de 2004     | Palomar              | NEAT                        |
| 229061 | 2004 GJ12              | 9 d'abril de 2004      | Siding Spring        | Siding Spring Survey        |
| 229062 | 2004 GB24              | 13 d'abril de 2004     | Catalina             | CSS                         |
| 229063 | 2004 GP31              | 15 d'abril de 2004     | Anderson Mesa        | LONEOS                      |
| 229064 | 2004 GJ33              | 12 d'abril de 2004     | Palomar              | NEAT                        |
| 229065 | 2004 GK46              | 12 d'abril de 2004     | Kitt Peak            | Spacewatch                  |
| 229066 | 2004 GM46              | 12 d'abril de 2004     | Kitt Peak            | Spacewatch                  |
| 229067 | 2004 GZ59              | 13 d'abril de 2004     | Kitt Peak            | Spacewatch                  |
| 229068 | 2004 GD71              | 13 d'abril de 2004     | Kitt Peak            | Spacewatch                  |
| 229069 | 2004 GK79              | 12 d'abril de 2004     | Kitt Peak            | Spacewatch                  |
| 229070 | 2004 HJ8               | 16 d'abril de 2004     | Socorro              | LINEAR                      |
| 229071 | 2004 HS34              | 17 d'abril de 2004     | Anderson Mesa        | LONEOS                      |
| 229072 | 2004 HO36              | 21 d'abril de 2004     | Campo Imperatore     | CINEOS                      |
| 229073 | 2004 HO57              | 21 d'abril de 2004     | Kitt Peak            | Spacewatch                  |
| 229074 | 2004 JL6               | 9 de maig de 2004      | Palomar              | NEAT                        |
| 229075 | 2004 JX18              | 13 de maig de 2004     | Kitt Peak            | Spacewatch                  |
| 229076 | 2004 JO50              | 14 de maig de 2004     | Kitt Peak            | Spacewatch                  |
| 229077 | 2004 LA13              | 9 de juny de 2004      | Anderson Mesa        | LONEOS                      |
| 229078 | 2004 LY15              | 12 de juny de 2004     | Socorro              | LINEAR                      |
| 229079 | 2004 LH17              | 14 de juny de 2004     | Socorro              | LINEAR                      |
| 229080 | 2004 LS19              | 11 de juny de 2004     | Kitt Peak            | Spacewatch                  |
| 229081 | 2004 MV5               | 20 de juny de 2004     | Kitt Peak            | Spacewatch                  |
| 229082 | 2004 NR6               | 11 de juliol de 2004   | Socorro              | LINEAR                      |
| 229083 | 2004 NE11              | 10 de juliol de 2004   | Palomar              | NEAT                        |
| 229084 | 2004 NL11              | 11 de juliol de 2004   | Socorro              | LINEAR                      |
| 229085 | 2004 NC13              | 11 de juliol de 2004   | Socorro              | LINEAR                      |
| 229086 | 2004 NG14              | 11 de juliol de 2004   | Socorro              | LINEAR                      |
| 229087 | 2004 NS16              | 11 de juliol de 2004   | Socorro              | LINEAR                      |
| 229088 | 2004 NM31              | 11 de juliol de 2004   | Anderson Mesa        | LONEOS                      |
| 229089 | 2004 OG8               | 16 de juliol de 2004   | Socorro              | LINEAR                      |
| 229090 | 2004 PQ10              | 7 d'agost de 2004      | Palomar              | NEAT                        |
| 229091 | 2004 PV36              | 9 d'agost de 2004      | Socorro              | LINEAR                      |
| 229092 | 2004 PL95              | 13 d'agost de 2004     | Palomar              | NEAT                        |
| 229093 | 2004 PV112             | 8 d'agost de 2004      | Palomar              | NEAT                        |
| 229094 | 2004 QT4               | 19 d'agost de 2004     | Siding Spring        | Siding Spring Survey        |
| 229095 | 2004 QC7               | 22 d'agost de 2004     | Reedy Creek          | J. Broughton                |
| 229096 | 2004 QQ7               | 22 d'agost de 2004     | Bergisch Gladbac     | W. Bickel                   |
| 229097 | 2004 QC9               | 20 d'agost de 2004     | Catalina             | CSS                         |
| 229098 | 2004 QO18              | 20 d'agost de 2004     | Siding Spring        | Siding Spring Survey        |
| 229099 | 2004 RM13              | 6 de setembre de 2004  | Needville            | Needville                   |
| 229100 | 2004 RC26              | 4 de setembre de 2004  | Palomar              | NEAT                        |

## 228101–228200
| Nom    | Designació provisional | Data de descobriment   | Lloc de descobriment | Descobridor/s        |
| ------ | ---------------------- | ---------------------- | -------------------- | -------------------- |
| 229101 | 2004 RU28              | 6 de setembre de 2004  | Siding Spring        | Siding Spring Survey |
| 229102 | 2004 RV31              | 7 de setembre de 2004  | Socorro              | LINEAR               |
| 229103 | 2004 RC32              | 7 de setembre de 2004  | Socorro              | LINEAR               |
| 229104 | 2004 RW33              | 7 de setembre de 2004  | Socorro              | LINEAR               |
| 229105 | 2004 RP39              | 7 de setembre de 2004  | Kitt Peak            | Spacewatch           |
| 229106 | 2004 RJ40              | 7 de setembre de 2004  | Kitt Peak            | Spacewatch           |
| 229107 | 2004 RZ49              | 8 de setembre de 2004  | Socorro              | LINEAR               |
| 229108 | 2004 RA51              | 8 de setembre de 2004  | Socorro              | LINEAR               |
| 229109 | 2004 RQ56              | 8 de setembre de 2004  | Socorro              | LINEAR               |
| 229110 | 2004 RG64              | 8 de setembre de 2004  | Socorro              | LINEAR               |
| 229111 | 2004 RR74              | 8 de setembre de 2004  | Socorro              | LINEAR               |
| 229112 | 2004 RV75              | 8 de setembre de 2004  | Socorro              | LINEAR               |
| 229113 | 2004 RN82              | 9 de setembre de 2004  | Socorro              | LINEAR               |
| 229114 | 2004 RE89              | 8 de setembre de 2004  | Socorro              | LINEAR               |
| 229115 | 2004 RZ96              | 8 de setembre de 2004  | Palomar              | NEAT                 |
| 229116 | 2004 RK99              | 8 de setembre de 2004  | Socorro              | LINEAR               |
| 229117 | 2004 RH102             | 8 de setembre de 2004  | Socorro              | LINEAR               |
| 229118 | 2004 RJ105             | 8 de setembre de 2004  | Palomar              | NEAT                 |
| 229119 | 2004 RR108             | 9 de setembre de 2004  | Kitt Peak            | Spacewatch           |
| 229120 | 2004 RE121             | 7 de setembre de 2004  | Kitt Peak            | Spacewatch           |
| 229121 | 2004 RQ136             | 7 de setembre de 2004  | Palomar              | NEAT                 |
| 229122 | 2004 RM138             | 8 de setembre de 2004  | Palomar              | NEAT                 |
| 229123 | 2004 RC139             | 8 de setembre de 2004  | Palomar              | NEAT                 |
| 229124 | 2004 RV157             | 10 de setembre de 2004 | Socorro              | LINEAR               |
| 229125 | 2004 RE162             | 11 de setembre de 2004 | Socorro              | LINEAR               |
| 229126 | 2004 RP176             | 10 de setembre de 2004 | Socorro              | LINEAR               |
| 229127 | 2004 RD178             | 10 de setembre de 2004 | Socorro              | LINEAR               |
| 229128 | 2004 RG178             | 10 de setembre de 2004 | Socorro              | LINEAR               |
| 229129 | 2004 RV187             | 10 de setembre de 2004 | Socorro              | LINEAR               |
| 229130 | 2004 RR191             | 10 de setembre de 2004 | Socorro              | LINEAR               |
| 229131 | 2004 RC206             | 10 de setembre de 2004 | Socorro              | LINEAR               |
| 229132 | 2004 RH218             | 11 de setembre de 2004 | Socorro              | LINEAR               |
| 229133 | 2004 RQ218             | 11 de setembre de 2004 | Socorro              | LINEAR               |
| 229134 | 2004 RU218             | 11 de setembre de 2004 | Socorro              | LINEAR               |
| 229135 | 2004 RO219             | 11 de setembre de 2004 | Socorro              | LINEAR               |
| 229136 | 2004 RM227             | 9 de setembre de 2004  | Kitt Peak            | Spacewatch           |
| 229137 | 2004 RK269             | 11 de setembre de 2004 | Kitt Peak            | Spacewatch           |
| 229138 | 2004 RF289             | 15 de setembre de 2004 | Socorro              | LINEAR               |
| 229139 | 2004 RF292             | 10 de setembre de 2004 | Socorro              | LINEAR               |
| 229140 | 2004 RQ292             | 10 de setembre de 2004 | Socorro              | LINEAR               |
| 229141 | 2004 RD299             | 11 de setembre de 2004 | Kitt Peak            | Spacewatch           |
| 229142 | 2004 RH311             | 13 de setembre de 2004 | Palomar              | NEAT                 |
| 229143 | 2004 RO315             | 15 de setembre de 2004 | Siding Spring        | Siding Spring Survey |
| 229144 | 2004 RF318             | 12 de setembre de 2004 | Socorro              | LINEAR               |
| 229145 | 2004 RD326             | 13 de setembre de 2004 | Socorro              | LINEAR               |
| 229146 | 2004 SV1               | 16 de setembre de 2004 | Socorro              | LINEAR               |
| 229147 | 2004 SD13              | 17 de setembre de 2004 | Socorro              | LINEAR               |
| 229148 | 2004 SP17              | 17 de setembre de 2004 | Anderson Mesa        | LONEOS               |
| 229149 | 2004 SN23              | 17 de setembre de 2004 | Kitt Peak            | Spacewatch           |
| 229150 | 2004 ST31              | 17 de setembre de 2004 | Socorro              | LINEAR               |
| 229151 | 2004 SY37              | 17 de setembre de 2004 | Socorro              | LINEAR               |
| 229152 | 2004 SY40              | 17 de setembre de 2004 | Anderson Mesa        | LONEOS               |
| 229153 | 2004 SZ43              | 18 de setembre de 2004 | Socorro              | LINEAR               |
| 229154 | 2004 SG49              | 21 de setembre de 2004 | Socorro              | LINEAR               |
| 229155 | 2004 SP54              | 22 de setembre de 2004 | Socorro              | LINEAR               |
| 229156 | 2004 TU                | 4 d'octubre de 2004    | Anderson Mesa        | LONEOS               |
| 229157 | 2004 TC2               | 4 d'octubre de 2004    | Kitt Peak            | Spacewatch           |
| 229158 | 2004 TF4               | 4 d'octubre de 2004    | Kitt Peak            | Spacewatch           |
| 229159 | 2004 TW14              | 10 d'octubre de 2004   | Socorro              | LINEAR               |
| 229160 | 2004 TW42              | 4 d'octubre de 2004    | Kitt Peak            | Spacewatch           |
| 229161 | 2004 TL52              | 4 d'octubre de 2004    | Kitt Peak            | Spacewatch           |
| 229162 | 2004 TU65              | 5 d'octubre de 2004    | Anderson Mesa        | LONEOS               |
| 229163 | 2004 TC67              | 5 d'octubre de 2004    | Anderson Mesa        | LONEOS               |
| 229164 | 2004 TA75              | 6 d'octubre de 2004    | Kitt Peak            | Spacewatch           |
| 229165 | 2004 TK75              | 6 d'octubre de 2004    | Kitt Peak            | Spacewatch           |
| 229166 | 2004 TP96              | 5 d'octubre de 2004    | Kitt Peak            | Spacewatch           |
| 229167 | 2004 TM97              | 5 d'octubre de 2004    | Kitt Peak            | Spacewatch           |
| 229168 | 2004 TP129             | 7 d'octubre de 2004    | Socorro              | LINEAR               |
| 229169 | 2004 TQ130             | 7 d'octubre de 2004    | Socorro              | LINEAR               |
| 229170 | 2004 TR136             | 8 d'octubre de 2004    | Anderson Mesa        | LONEOS               |
| 229171 | 2004 TW136             | 8 d'octubre de 2004    | Anderson Mesa        | LONEOS               |
| 229172 | 2004 TR138             | 9 d'octubre de 2004    | Anderson Mesa        | LONEOS               |
| 229173 | 2004 TU145             | 5 d'octubre de 2004    | Kitt Peak            | Spacewatch           |
| 229174 | 2004 TA151             | 6 d'octubre de 2004    | Kitt Peak            | Spacewatch           |
| 229175 | 2004 TV157             | 6 d'octubre de 2004    | Kitt Peak            | Spacewatch           |
| 229176 | 2004 TW157             | 6 d'octubre de 2004    | Kitt Peak            | Spacewatch           |
| 229177 | 2004 TF158             | 6 d'octubre de 2004    | Kitt Peak            | Spacewatch           |
| 229178 | 2004 TD160             | 6 d'octubre de 2004    | Kitt Peak            | Spacewatch           |
| 229179 | 2004 TD166             | 7 d'octubre de 2004    | Kitt Peak            | Spacewatch           |
| 229180 | 2004 TU177             | 7 d'octubre de 2004    | Kitt Peak            | Spacewatch           |
| 229181 | 2004 TX178             | 7 d'octubre de 2004    | Kitt Peak            | Spacewatch           |
| 229182 | 2004 TK187             | 7 d'octubre de 2004    | Kitt Peak            | Spacewatch           |
| 229183 | 2004 TH188             | 7 d'octubre de 2004    | Kitt Peak            | Spacewatch           |
| 229184 | 2004 TV196             | 7 d'octubre de 2004    | Kitt Peak            | Spacewatch           |
| 229185 | 2004 TH210             | 8 d'octubre de 2004    | Kitt Peak            | Spacewatch           |
| 229186 | 2004 TO219             | 5 d'octubre de 2004    | Kitt Peak            | Spacewatch           |
| 229187 | 2004 TP219             | 5 d'octubre de 2004    | Kitt Peak            | Spacewatch           |
| 229188 | 2004 TF221             | 7 d'octubre de 2004    | Socorro              | LINEAR               |
| 229189 | 2004 TH222             | 7 d'octubre de 2004    | Socorro              | LINEAR               |
| 229190 | 2004 TN225             | 8 d'octubre de 2004    | Kitt Peak            | Spacewatch           |
| 229191 | 2004 TD241             | 10 d'octubre de 2004   | Socorro              | LINEAR               |
| 229192 | 2004 TN256             | 9 d'octubre de 2004    | Kitt Peak            | Spacewatch           |
| 229193 | 2004 TE276             | 9 d'octubre de 2004    | Kitt Peak            | Spacewatch           |
| 229194 | 2004 TD281             | 10 d'octubre de 2004   | Kitt Peak            | Spacewatch           |
| 229195 | 2004 TV285             | 8 d'octubre de 2004    | Anderson Mesa        | LONEOS               |
| 229196 | 2004 TN303             | 10 d'octubre de 2004   | Kitt Peak            | Spacewatch           |
| 229197 | 2004 TV346             | 15 d'octubre de 2004   | Anderson Mesa        | LONEOS               |
| 229198 | 2004 TS357             | 15 d'octubre de 2004   | Moletai              | K. Cernis            |
| 229199 | 2004 TB368             | 7 d'octubre de 2004    | Kitt Peak            | Spacewatch           |
| 229200 | 2004 UT7               | 21 d'octubre de 2004   | Socorro              | LINEAR               |

## 229201–229300
| Nom                    | Designació provisional | Data de descobriment   | Lloc de descobriment | Descobridor/s        |
| ---------------------- | ---------------------- | ---------------------- | -------------------- | -------------------- |
| 229201                 | 2004 UA10              | 21 d'octubre de 2004   | Socorro              | LINEAR               |
| 229202                 | 2004 VR6               | 3 de novembre de 2004  | Kitt Peak            | Spacewatch           |
| 229203                 | 2004 VA8               | 3 de novembre de 2004  | Kitt Peak            | Spacewatch           |
| 229204                 | 2004 VJ14              | 4 de novembre de 2004  | Catalina             | CSS                  |
| 229205                 | 2004 VN24              | 3 de novembre de 2004  | Anderson Mesa        | LONEOS               |
| 229206                 | 2004 VE25              | 4 de novembre de 2004  | Anderson Mesa        | LONEOS               |
| 229207                 | 2004 VW29              | 3 de novembre de 2004  | Kitt Peak            | Spacewatch           |
| 229208                 | 2004 VA35              | 3 de novembre de 2004  | Kitt Peak            | Spacewatch           |
| 229209                 | 2004 VL48              | 4 de novembre de 2004  | Kitt Peak            | Spacewatch           |
| 229210                 | 2004 VJ52              | 4 de novembre de 2004  | Catalina             | CSS                  |
| 229211                 | 2004 VS54              | 5 de novembre de 2004  | Socorro              | LINEAR               |
| 229212                 | 2004 VJ59              | 9 de novembre de 2004  | Catalina             | CSS                  |
| 229213                 | 2004 VF65              | 10 de novembre de 2004 | Kitt Peak            | Spacewatch           |
| 229214                 | 2004 VG67              | 9 de novembre de 2004  | Kitt Peak            | M. W. Buie           |
| 229215                 | 2004 VN69              | 10 de novembre de 2004 | Kitt Peak            | Spacewatch           |
| 229216                 | 2004 VK72              | 4 de novembre de 2004  | Catalina             | CSS                  |
| 229217                 | 2004 VN73              | 6 de novembre de 2004  | Socorro              | LINEAR               |
| 229218                 | 2004 VW77              | 12 de novembre de 2004 | Catalina             | CSS                  |
| 229219                 | 2004 VW83              | 10 de novembre de 2004 | Kitt Peak            | Spacewatch           |
| 229220                 | 2004 VA84              | 10 de novembre de 2004 | Kitt Peak            | Spacewatch           |
| 229221                 | 2004 WW2               | 17 de novembre de 2004 | Siding Spring        | Siding Spring Survey |
| 229222                 | 2004 XX3               | 2 de desembre de 2004  | Palomar              | NEAT                 |
| 229223                 | 2004 XB5               | 2 de desembre de 2004  | Catalina             | CSS                  |
| 229224                 | 2004 XD9               | 2 de desembre de 2004  | Catalina             | CSS                  |
| 229225                 | 2004 XU16              | 10 de desembre de 2004 | Desert Moon          | B. L. Stevens        |
| 229226                 | 2004 XT17              | 7 de desembre de 2004  | Socorro              | LINEAR               |
| 229227                 | 2004 XE18              | 8 de desembre de 2004  | Socorro              | LINEAR               |
| 229228                 | 2004 XC27              | 10 de desembre de 2004 | Socorro              | LINEAR               |
| 229229                 | 2004 XT32              | 10 de desembre de 2004 | Socorro              | LINEAR               |
| 229230                 | 2004 XU36              | 11 de desembre de 2004 | Campo Imperatore     | CINEOS               |
| 229231                 | 2004 XS40              | 11 de desembre de 2004 | Socorro              | LINEAR               |
| 229232                 | 2004 XV60              | 12 de desembre de 2004 | Kitt Peak            | Spacewatch           |
| 229233                 | 2004 XV64              | 2 de desembre de 2004  | Socorro              | LINEAR               |
| 229234                 | 2004 XN65              | 2 de desembre de 2004  | Palomar              | NEAT                 |
| 229235                 | 2004 XU68              | 8 de desembre de 2004  | Socorro              | LINEAR               |
| 229236                 | 2004 XM76              | 10 de desembre de 2004 | Kitt Peak            | Spacewatch           |
| 229237                 | 2004 XG79              | 10 de desembre de 2004 | Socorro              | LINEAR               |
| 229238                 | 2004 XY80              | 10 de desembre de 2004 | Socorro              | LINEAR               |
| 229239                 | 2004 XY84              | 12 de desembre de 2004 | Kitt Peak            | Spacewatch           |
| 229240                 | 2004 XB98              | 11 de desembre de 2004 | Kitt Peak            | Spacewatch           |
| 229241                 | 2004 XF114             | 10 de desembre de 2004 | Kitt Peak            | Spacewatch           |
| 229242                 | 2004 XV119             | 12 de desembre de 2004 | Kitt Peak            | Spacewatch           |
| 229243                 | 2004 XJ122             | 9 de desembre de 2004  | Catalina             | CSS                  |
| 229244                 | 2004 XA123             | 10 de desembre de 2004 | Kitt Peak            | Spacewatch           |
| 229245                 | 2004 XK123             | 10 de desembre de 2004 | Socorro              | LINEAR               |
| 229246                 | 2004 XQ126             | 13 de desembre de 2004 | Kitt Peak            | Spacewatch           |
| 229247                 | 2004 XX131             | 11 de desembre de 2004 | Socorro              | LINEAR               |
| 229248                 | 2004 XU135             | 15 de desembre de 2004 | Socorro              | LINEAR               |
| 229249                 | 2004 XE157             | 14 de desembre de 2004 | Kitt Peak            | Spacewatch           |
| 229250                 | 2004 XP170             | 9 de desembre de 2004  | Catalina             | CSS                  |
| 229251                 | 2004 XQ182             | 2 de desembre de 2004  | Catalina             | CSS                  |
| 229252                 | 2004 YW3               | 16 de desembre de 2004 | Kitt Peak            | Spacewatch           |
| 229253                 | 2004 YK4               | 16 de desembre de 2004 | Haleakala            | NEAT                 |
| 229254                 | 2004 YL14              | 18 de desembre de 2004 | Mount Lemmon         | Mt. Lemmon Survey    |
| (229255) Andrewelliott | 2005 AJ                | 4 de gener de 2005     | Great Shefford       | P. Birtwhistle       |
| 229256                 | 2005 AW2               | 6 de gener de 2005     | Catalina             | CSS                  |
| 229257                 | 2005 AF13              | 7 de gener de 2005     | Modra                | S. Gajdos, J. Vilagi |
| 229258                 | 2005 AR13              | 7 de gener de 2005     | Socorro              | LINEAR               |
| 229259                 | 2005 AA14              | 7 de gener de 2005     | Socorro              | LINEAR               |
| 229260                 | 2005 AJ17              | 6 de gener de 2005     | Socorro              | LINEAR               |
| 229261                 | 2005 AW19              | 6 de gener de 2005     | Socorro              | LINEAR               |
| 229262                 | 2005 AT20              | 6 de gener de 2005     | Socorro              | LINEAR               |
| 229263                 | 2005 AN21              | 6 de gener de 2005     | Catalina             | CSS                  |
| 229264                 | 2005 AR31              | 11 de gener de 2005    | Socorro              | LINEAR               |
| 229265                 | 2005 AT34              | 13 de gener de 2005    | Kitt Peak            | Spacewatch           |
| 229266                 | 2005 AC36              | 13 de gener de 2005    | Socorro              | LINEAR               |
| 229267                 | 2005 AM38              | 13 de gener de 2005    | Catalina             | CSS                  |
| 229268                 | 2005 AF50              | 13 de gener de 2005    | Socorro              | LINEAR               |
| 229269                 | 2005 AJ55              | 15 de gener de 2005    | Socorro              | LINEAR               |
| 229270                 | 2005 AZ60              | 15 de gener de 2005    | Kitt Peak            | Spacewatch           |
| 229271                 | 2005 AH68              | 13 de gener de 2005    | Catalina             | CSS                  |
| 229272                 | 2005 AK68              | 13 de gener de 2005    | Anderson Mesa        | LONEOS               |
| 229273                 | 2005 AQ68              | 13 de gener de 2005    | Anderson Mesa        | LONEOS               |
| 229274                 | 2005 AY76              | 15 de gener de 2005    | Kitt Peak            | Spacewatch           |
| 229275                 | 2005 AG81              | 15 de gener de 2005    | Catalina             | CSS                  |
| 229276                 | 2005 AV81              | 15 de gener de 2005    | Anderson Mesa        | LONEOS               |
| 229277                 | 2005 BD9               | 16 de gener de 2005    | Socorro              | LINEAR               |
| 229278                 | 2005 BN18              | 16 de gener de 2005    | Kitt Peak            | Spacewatch           |
| 229279                 | 2005 BL24              | 17 de gener de 2005    | Catalina             | CSS                  |
| 229280                 | 2005 BN47              | 16 de gener de 2005    | Mauna Kea            | P. A. Wiegert        |
| 229281                 | 2005 CE1               | 1 de febrer de 2005    | Palomar              | NEAT                 |
| 229282                 | 2005 CT7               | 4 de febrer de 2005    | Socorro              | LINEAR               |
| 229283                 | 2005 CX8               | 1 de febrer de 2005    | Catalina             | CSS                  |
| 229284                 | 2005 CJ9               | 1 de febrer de 2005    | Catalina             | CSS                  |
| 229285                 | 2005 CQ12              | 2 de febrer de 2005    | Kitt Peak            | Spacewatch           |
| 229286                 | 2005 CJ35              | 2 de febrer de 2005    | Kitt Peak            | Spacewatch           |
| 229287                 | 2005 CG36              | 3 de febrer de 2005    | Socorro              | LINEAR               |
| 229288                 | 2005 CM38              | 4 de febrer de 2005    | Socorro              | LINEAR               |
| 229289                 | 2005 CO57              | 2 de febrer de 2005    | Socorro              | LINEAR               |
| 229290                 | 2005 CX60              | 5 de febrer de 2005    | Charleston           | Charleston           |
| 229291                 | 2005 CY63              | 9 de febrer de 2005    | Anderson Mesa        | LONEOS               |
| 229292                 | 2005 CG69              | 2 de febrer de 2005    | Nyukasa              | Nyukasa              |
| 229293                 | 2005 CS79              | 1 de febrer de 2005    | Kitt Peak            | Spacewatch           |
| 229294                 | 2005 EH2               | 3 de març de 2005      | Goodricke-Pigott     | R. A. Tucker         |
| 229295                 | 2005 EN2               | 3 de març de 2005      | Vail-Jarnac          | Jarnac               |
| 229296                 | 2005 EQ5               | 1 de març de 2005      | Kitt Peak            | Spacewatch           |
| 229297                 | 2005 EZ6               | 1 de març de 2005      | Kitt Peak            | Spacewatch           |
| 229298                 | 2005 EE20              | 3 de març de 2005      | Catalina             | CSS                  |
| 229299                 | 2005 ET30              | 3 de març de 2005      | Catalina             | CSS                  |
| 229300                 | 2005 EL41              | 1 de març de 2005      | Catalina             | CSS                  |

## 229301–229400
| Nom    | Designació provisional | Data de descobriment   | Lloc de descobriment | Descobridor/s        |
| ------ | ---------------------- | ---------------------- | -------------------- | -------------------- |
| 229301 | 2005 ED42              | 2 de març de 2005      | Kitt Peak            | Spacewatch           |
| 229302 | 2005 EF49              | 3 de març de 2005      | Catalina             | CSS                  |
| 229303 | 2005 EE80              | 3 de març de 2005      | Catalina             | CSS                  |
| 229304 | 2005 EX93              | 8 de març de 2005      | Socorro              | LINEAR               |
| 229305 | 2005 EN95              | 4 de març de 2005      | Calvin-Rehoboth      | Calvin College       |
| 229306 | 2005 EQ100             | 3 de març de 2005      | Catalina             | CSS                  |
| 229307 | 2005 EH153             | 8 de març de 2005      | Catalina             | CSS                  |
| 229308 | 2005 EN158             | 9 de març de 2005      | Mount Lemmon         | Mt. Lemmon Survey    |
| 229309 | 2005 EF196             | 11 de març de 2005     | Mount Lemmon         | Mt. Lemmon Survey    |
| 229310 | 2005 EL276             | 8 de març de 2005      | Catalina             | CSS                  |
| 229311 | 2005 EG281             | 10 de març de 2005     | Anderson Mesa        | LONEOS               |
| 229312 | 2005 GQ35              | 2 d'abril de 2005      | Catalina             | CSS                  |
| 229313 | 2005 GK64              | 2 d'abril de 2005      | Catalina             | CSS                  |
| 229314 | 2005 GW94              | 6 d'abril de 2005      | Kitt Peak            | Spacewatch           |
| 229315 | 2005 GK123             | 7 d'abril de 2005      | Catalina             | CSS                  |
| 229316 | 2005 JB69              | 6 de maig de 2005      | Kitt Peak            | Spacewatch           |
| 229317 | 2005 MJ12              | 28 de juny de 2005     | Palomar              | NEAT                 |
| 229318 | 2005 MH15              | 29 de juny de 2005     | Palomar              | NEAT                 |
| 229319 | 2005 ML17              | 27 de juny de 2005     | Kitt Peak            | Spacewatch           |
| 229320 | 2005 MZ31              | 28 de juny de 2005     | Palomar              | NEAT                 |
| 229321 | 2005 NL2               | 2 de juliol de 2005    | Catalina             | CSS                  |
| 229322 | 2005 NV11              | 4 de juliol de 2005    | Kitt Peak            | Spacewatch           |
| 229323 | 2005 NL13              | 5 de juliol de 2005    | Mount Lemmon         | Mt. Lemmon Survey    |
| 229324 | 2005 NV45              | 5 de juliol de 2005    | Mount Lemmon         | Mt. Lemmon Survey    |
| 229325 | 2005 NL60              | 9 de juliol de 2005    | Catalina             | CSS                  |
| 229326 | 2005 NM60              | 9 de juliol de 2005    | Catalina             | CSS                  |
| 229327 | 2005 NR74              | 9 de juliol de 2005    | Kitt Peak            | Spacewatch           |
| 229328 | 2005 NT95              | 7 de juliol de 2005    | Kitt Peak            | Spacewatch           |
| 229329 | 2005 NZ98              | 10 de juliol de 2005   | Kitt Peak            | Spacewatch           |
| 229330 | 2005 OS                | 17 de juliol de 2005   | Palomar              | NEAT                 |
| 229331 | 2005 OS12              | 29 de juliol de 2005   | Palomar              | NEAT                 |
| 229332 | 2005 OH27              | 30 de juliol de 2005   | Palomar              | NEAT                 |
| 229333 | 2005 QC2               | 22 d'agost de 2005     | Haleakala            | NEAT                 |
| 229334 | 2005 QV4               | 24 d'agost de 2005     | Haleakala            | NEAT                 |
| 229335 | 2005 QY9               | 25 d'agost de 2005     | Campo Imperatore     | CINEOS               |
| 229336 | 2005 QW10              | 24 d'agost de 2005     | Palomar              | NEAT                 |
| 229337 | 2005 QP12              | 24 d'agost de 2005     | Palomar              | NEAT                 |
| 229338 | 2005 QS14              | 25 d'agost de 2005     | Palomar              | NEAT                 |
| 229339 | 2005 QM15              | 25 d'agost de 2005     | Palomar              | NEAT                 |
| 229340 | 2005 QQ21              | 26 d'agost de 2005     | Haleakala            | NEAT                 |
| 229341 | 2005 QK29              | 25 d'agost de 2005     | Palomar              | NEAT                 |
| 229342 | 2005 QM32              | 24 d'agost de 2005     | Palomar              | NEAT                 |
| 229343 | 2005 QG33              | 25 d'agost de 2005     | Palomar              | NEAT                 |
| 229344 | 2005 QH38              | 25 d'agost de 2005     | Palomar              | NEAT                 |
| 229345 | 2005 QJ45              | 26 d'agost de 2005     | Palomar              | NEAT                 |
| 229346 | 2005 QF49              | 26 d'agost de 2005     | Anderson Mesa        | LONEOS               |
| 229347 | 2005 QC50              | 26 d'agost de 2005     | Palomar              | NEAT                 |
| 229348 | 2005 QH51              | 26 d'agost de 2005     | Palomar              | NEAT                 |
| 229349 | 2005 QR52              | 27 d'agost de 2005     | Kitt Peak            | Spacewatch           |
| 229350 | 2005 QV52              | 27 d'agost de 2005     | Siding Spring        | Siding Spring Survey |
| 229351 | 2005 QE55              | 28 d'agost de 2005     | Anderson Mesa        | LONEOS               |
| 229352 | 2005 QB57              | 29 d'agost de 2005     | Vicques              | M. Ory               |
| 229353 | 2005 QN65              | 26 d'agost de 2005     | Haleakala            | NEAT                 |
| 229354 | 2005 QX67              | 28 d'agost de 2005     | Siding Spring        | Siding Spring Survey |
| 229355 | 2005 QU74              | 29 d'agost de 2005     | Anderson Mesa        | LONEOS               |
| 229356 | 2005 QA84              | 29 d'agost de 2005     | Anderson Mesa        | LONEOS               |
| 229357 | 2005 QW87              | 28 d'agost de 2005     | Bergisch Gladbac     | W. Bickel            |
| 229358 | 2005 QS99              | 27 d'agost de 2005     | Palomar              | NEAT                 |
| 229359 | 2005 QX104             | 27 d'agost de 2005     | Palomar              | NEAT                 |
| 229360 | 2005 QE106             | 27 d'agost de 2005     | Palomar              | NEAT                 |
| 229361 | 2005 QU106             | 27 d'agost de 2005     | Palomar              | NEAT                 |
| 229362 | 2005 QW112             | 27 d'agost de 2005     | Palomar              | NEAT                 |
| 229363 | 2005 QY156             | 30 d'agost de 2005     | Palomar              | NEAT                 |
| 229364 | 2005 QY170             | 29 d'agost de 2005     | Palomar              | NEAT                 |
| 229365 | 2005 QK171             | 29 d'agost de 2005     | Palomar              | NEAT                 |
| 229366 | 2005 QE180             | 27 d'agost de 2005     | Anderson Mesa        | LONEOS               |
| 229367 | 2005 QM188             | 31 d'agost de 2005     | Kitt Peak            | Spacewatch           |
| 229368 | 2005 RC3               | 5 de setembre de 2005  | Wrightwood           | J. W. Young          |
| 229369 | 2005 RF5               | 3 de setembre de 2005  | Palomar              | NEAT                 |
| 229370 | 2005 RZ7               | 8 de setembre de 2005  | Socorro              | LINEAR               |
| 229371 | 2005 RS8               | 8 de setembre de 2005  | Socorro              | LINEAR               |
| 229372 | 2005 RM9               | 3 de setembre de 2005  | Kingsnake            | J. V. McClusky       |
| 229373 | 2005 RG11              | 10 de setembre de 2005 | Anderson Mesa        | LONEOS               |
| 229374 | 2005 RM11              | 10 de setembre de 2005 | Anderson Mesa        | LONEOS               |
| 229375 | 2005 RG25              | 10 de setembre de 2005 | Anderson Mesa        | LONEOS               |
| 229376 | 2005 SP                | 22 de setembre de 2005 | Uccle                | T. Pauwels           |
| 229377 | 2005 SJ6               | 23 de setembre de 2005 | Kitt Peak            | Spacewatch           |
| 229378 | 2005 SN8               | 25 de setembre de 2005 | Catalina             | CSS                  |
| 229379 | 2005 SZ9               | 24 de setembre de 2005 | Kitt Peak            | Spacewatch           |
| 229380 | 2005 SX10              | 23 de setembre de 2005 | Kitt Peak            | Spacewatch           |
| 229381 | 2005 SR14              | 25 de setembre de 2005 | Catalina             | CSS                  |
| 229382 | 2005 SE50              | 24 de setembre de 2005 | Kitt Peak            | Spacewatch           |
| 229383 | 2005 SV52              | 25 de setembre de 2005 | Kitt Peak            | Spacewatch           |
| 229384 | 2005 SB60              | 26 de setembre de 2005 | Kitt Peak            | Spacewatch           |
| 229385 | 2005 SV61              | 26 de setembre de 2005 | Kitt Peak            | Spacewatch           |
| 229386 | 2005 SL68              | 27 de setembre de 2005 | Kitt Peak            | Spacewatch           |
| 229387 | 2005 SG70              | 28 de setembre de 2005 | Palomar              | NEAT                 |
| 229388 | 2005 SU70              | 27 de setembre de 2005 | Junk Bond            | D. Healy             |
| 229389 | 2005 SY79              | 24 de setembre de 2005 | Kitt Peak            | Spacewatch           |
| 229390 | 2005 SH88              | 24 de setembre de 2005 | Anderson Mesa        | LONEOS               |
| 229391 | 2005 SA91              | 24 de setembre de 2005 | Kitt Peak            | Spacewatch           |
| 229392 | 2005 SA103             | 25 de setembre de 2005 | Kitt Peak            | Spacewatch           |
| 229393 | 2005 SW117             | 28 de setembre de 2005 | Palomar              | NEAT                 |
| 229394 | 2005 SF123             | 29 de setembre de 2005 | Anderson Mesa        | LONEOS               |
| 229395 | 2005 SK124             | 29 de setembre de 2005 | Anderson Mesa        | LONEOS               |
| 229396 | 2005 SA129             | 29 de setembre de 2005 | Mount Lemmon         | Mt. Lemmon Survey    |
| 229397 | 2005 SM134             | 29 de setembre de 2005 | Anderson Mesa        | LONEOS               |
| 229398 | 2005 SL140             | 25 de setembre de 2005 | Kitt Peak            | Spacewatch           |
| 229399 | 2005 SP149             | 25 de setembre de 2005 | Kitt Peak            | Spacewatch           |
| 229400 | 2005 SW149             | 25 de setembre de 2005 | Kitt Peak            | Spacewatch           |

## 229401–229500
| Nom    | Designació provisional | Data de descobriment   | Lloc de descobriment | Descobridor/s             |
| ------ | ---------------------- | ---------------------- | -------------------- | ------------------------- |
| 229401 | 2005 SU152             | 25 de setembre de 2005 | Palomar              | NEAT                      |
| 229402 | 2005 SJ195             | 30 de setembre de 2005 | Kitt Peak            | Spacewatch                |
| 229403 | 2005 SB209             | 30 de setembre de 2005 | Socorro              | LINEAR                    |
| 229404 | 2005 SU213             | 30 de setembre de 2005 | Anderson Mesa        | LONEOS                    |
| 229405 | 2005 SL215             | 30 de setembre de 2005 | Catalina             | CSS                       |
| 229406 | 2005 SX221             | 27 de setembre de 2005 | Socorro              | LINEAR                    |
| 229407 | 2005 SU224             | 29 de setembre de 2005 | Mount Lemmon         | Mt. Lemmon Survey         |
| 229408 | 2005 SS229             | 30 de setembre de 2005 | Anderson Mesa        | LONEOS                    |
| 229409 | 2005 SB237             | 29 de setembre de 2005 | Kitt Peak            | Spacewatch                |
| 229410 | 2005 SD238             | 29 de setembre de 2005 | Kitt Peak            | Spacewatch                |
| 229411 | 2005 SD243             | 30 de setembre de 2005 | Kitt Peak            | Spacewatch                |
| 229412 | 2005 SM249             | 30 de setembre de 2005 | Mount Lemmon         | Mt. Lemmon Survey         |
| 229413 | 2005 SE257             | 22 de setembre de 2005 | Palomar              | NEAT                      |
| 229414 | 2005 SS264             | 25 de setembre de 2005 | Kitt Peak            | Spacewatch                |
| 229415 | 2005 SP278             | 29 de setembre de 2005 | Kitt Peak            | Spacewatch                |
| 229416 | 2005 TT3               | 1 d'octubre de 2005    | Anderson Mesa        | LONEOS                    |
| 229417 | 2005 TN10              | 2 d'octubre de 2005    | Palomar              | NEAT                      |
| 229418 | 2005 TY10              | 2 d'octubre de 2005    | Mount Lemmon         | Mt. Lemmon Survey         |
| 229419 | 2005 TZ17              | 1 d'octubre de 2005    | Socorro              | LINEAR                    |
| 229420 | 2005 TH23              | 1 d'octubre de 2005    | Anderson Mesa        | LONEOS                    |
| 229421 | 2005 TT26              | 1 d'octubre de 2005    | Mount Lemmon         | Mt. Lemmon Survey         |
| 229422 | 2005 TJ39              | 1 d'octubre de 2005    | Kitt Peak            | Spacewatch                |
| 229423 | 2005 TG41              | 2 d'octubre de 2005    | Kitt Peak            | Spacewatch                |
| 229424 | 2005 TT48              | 8 d'octubre de 2005    | Goodricke-Pigott     | R. A. Tucker              |
| 229425 | 2005 TW50              | 11 d'octubre de 2005   | Altschwendt          | Altschwendt               |
| 229426 | 2005 TB52              | 1 d'octubre de 2005    | Kitt Peak            | Spacewatch                |
| 229427 | 2005 TT52              | 10 d'octubre de 2005   | Moletai              | K. Cernis, J. Zdanavicius |
| 229428 | 2005 TP71              | 1 d'octubre de 2005    | Catalina             | CSS                       |
| 229429 | 2005 TA72              | 3 d'octubre de 2005    | Catalina             | CSS                       |
| 229430 | 2005 TP99              | 7 d'octubre de 2005    | Socorro              | LINEAR                    |
| 229431 | 2005 TY105             | 9 d'octubre de 2005    | Kitt Peak            | Spacewatch                |
| 229432 | 2005 TQ106             | 4 d'octubre de 2005    | Mount Lemmon         | Mt. Lemmon Survey         |
| 229433 | 2005 TJ138             | 7 d'octubre de 2005    | Catalina             | CSS                       |
| 229434 | 2005 TH143             | 8 d'octubre de 2005    | Kitt Peak            | Spacewatch                |
| 229435 | 2005 TO161             | 9 d'octubre de 2005    | Kitt Peak            | Spacewatch                |
| 229436 | 2005 TL166             | 9 d'octubre de 2005    | Kitt Peak            | Spacewatch                |
| 229437 | 2005 TZ170             | 8 d'octubre de 2005    | Socorro              | LINEAR                    |
| 229438 | 2005 TQ171             | 10 d'octubre de 2005   | Catalina             | CSS                       |
| 229439 | 2005 TA180             | 6 d'octubre de 2005    | Mount Lemmon         | Mt. Lemmon Survey         |
| 229440 | 2005 UE6               | 27 d'octubre de 2005   | Altschwendt          | Altschwendt               |
| 229441 | 2005 UJ8               | 27 d'octubre de 2005   | Ottmarsheim          | C. Rinner                 |
| 229442 | 2005 UC14              | 22 d'octubre de 2005   | Kitt Peak            | Spacewatch                |
| 229443 | 2005 UA51              | 23 d'octubre de 2005   | Catalina             | CSS                       |
| 229444 | 2005 UF54              | 23 d'octubre de 2005   | Catalina             | CSS                       |
| 229445 | 2005 UH59              | 24 d'octubre de 2005   | Palomar              | NEAT                      |
| 229446 | 2005 UZ70              | 23 d'octubre de 2005   | Catalina             | CSS                       |
| 229447 | 2005 UH72              | 23 d'octubre de 2005   | Catalina             | CSS                       |
| 229448 | 2005 UW97              | 22 d'octubre de 2005   | Kitt Peak            | Spacewatch                |
| 229449 | 2005 UY110             | 22 d'octubre de 2005   | Kitt Peak            | Spacewatch                |
| 229450 | 2005 UK115             | 23 d'octubre de 2005   | Kitt Peak            | Spacewatch                |
| 229451 | 2005 UH148             | 26 d'octubre de 2005   | Kitt Peak            | Spacewatch                |
| 229452 | 2005 UT161             | 25 d'octubre de 2005   | Kitt Peak            | Spacewatch                |
| 229453 | 2005 UJ162             | 27 d'octubre de 2005   | Anderson Mesa        | LONEOS                    |
| 229454 | 2005 UQ162             | 27 d'octubre de 2005   | Anderson Mesa        | LONEOS                    |
| 229455 | 2005 UM180             | 24 d'octubre de 2005   | Kitt Peak            | Spacewatch                |
| 229456 | 2005 UN190             | 27 d'octubre de 2005   | Mount Lemmon         | Mt. Lemmon Survey         |
| 229457 | 2005 UZ191             | 27 d'octubre de 2005   | Mount Lemmon         | Mt. Lemmon Survey         |
| 229458 | 2005 UC196             | 24 d'octubre de 2005   | Kitt Peak            | Spacewatch                |
| 229459 | 2005 UM196             | 24 d'octubre de 2005   | Kitt Peak            | Spacewatch                |
| 229460 | 2005 UO196             | 24 d'octubre de 2005   | Kitt Peak            | Spacewatch                |
| 229461 | 2005 UG217             | 27 d'octubre de 2005   | Kitt Peak            | Spacewatch                |
| 229462 | 2005 UU217             | 22 d'octubre de 2005   | Kitt Peak            | Spacewatch                |
| 229463 | 2005 UZ221             | 25 d'octubre de 2005   | Kitt Peak            | Spacewatch                |
| 229464 | 2005 UK226             | 25 d'octubre de 2005   | Kitt Peak            | Spacewatch                |
| 229465 | 2005 UB250             | 23 d'octubre de 2005   | Palomar              | NEAT                      |
| 229466 | 2005 UO252             | 26 d'octubre de 2005   | Kitt Peak            | Spacewatch                |
| 229467 | 2005 UT252             | 26 d'octubre de 2005   | Anderson Mesa        | LONEOS                    |
| 229468 | 2005 UE253             | 27 d'octubre de 2005   | Kitt Peak            | Spacewatch                |
| 229469 | 2005 UV253             | 28 d'octubre de 2005   | Kitt Peak            | Spacewatch                |
| 229470 | 2005 UT267             | 27 d'octubre de 2005   | Kitt Peak            | Spacewatch                |
| 229471 | 2005 UX272             | 28 d'octubre de 2005   | Kitt Peak            | Spacewatch                |
| 229472 | 2005 UA275             | 28 d'octubre de 2005   | Mount Lemmon         | Mt. Lemmon Survey         |
| 229473 | 2005 UV278             | 24 d'octubre de 2005   | Kitt Peak            | Spacewatch                |
| 229474 | 2005 UB288             | 26 d'octubre de 2005   | Kitt Peak            | Spacewatch                |
| 229475 | 2005 UY293             | 26 d'octubre de 2005   | Kitt Peak            | Spacewatch                |
| 229476 | 2005 UU296             | 26 d'octubre de 2005   | Kitt Peak            | Spacewatch                |
| 229477 | 2005 UX297             | 26 d'octubre de 2005   | Kitt Peak            | Spacewatch                |
| 229478 | 2005 UN299             | 26 d'octubre de 2005   | Kitt Peak            | Spacewatch                |
| 229479 | 2005 UJ302             | 26 d'octubre de 2005   | Kitt Peak            | Spacewatch                |
| 229480 | 2005 UU318             | 27 d'octubre de 2005   | Kitt Peak            | Spacewatch                |
| 229481 | 2005 UM323             | 28 d'octubre de 2005   | Catalina             | CSS                       |
| 229482 | 2005 UD337             | 31 d'octubre de 2005   | Kitt Peak            | Spacewatch                |
| 229483 | 2005 UY349             | 27 d'octubre de 2005   | Catalina             | CSS                       |
| 229484 | 2005 UU369             | 27 d'octubre de 2005   | Kitt Peak            | Spacewatch                |
| 229485 | 2005 UN386             | 30 d'octubre de 2005   | Anderson Mesa        | LONEOS                    |
| 229486 | 2005 UC387             | 30 d'octubre de 2005   | Mount Lemmon         | Mt. Lemmon Survey         |
| 229487 | 2005 UQ403             | 29 d'octubre de 2005   | Mount Lemmon         | Mt. Lemmon Survey         |
| 229488 | 2005 UX438             | 28 d'octubre de 2005   | Socorro              | LINEAR                    |
| 229489 | 2005 UR445             | 31 d'octubre de 2005   | Mount Lemmon         | Mt. Lemmon Survey         |
| 229490 | 2005 UD452             | 28 d'octubre de 2005   | Mount Lemmon         | Mt. Lemmon Survey         |
| 229491 | 2005 UR456             | 30 d'octubre de 2005   | Catalina             | CSS                       |
| 229492 | 2005 UU461             | 29 d'octubre de 2005   | Kitt Peak            | Spacewatch                |
| 229493 | 2005 UX483             | 22 d'octubre de 2005   | Catalina             | CSS                       |
| 229494 | 2005 US499             | 27 d'octubre de 2005   | Catalina             | CSS                       |
| 229495 | 2005 UG508             | 24 d'octubre de 2005   | Mauna Kea            | D. J. Tholen              |
| 229496 | 2005 UH509             | 27 d'octubre de 2005   | Mount Lemmon         | Mt. Lemmon Survey         |
| 229497 | 2005 VW4               | 6 de novembre de 2005  | Nogales              | M. Ory                    |
| 229498 | 2005 VX13              | 3 de novembre de 2005  | Catalina             | CSS                       |
| 229499 | 2005 VW47              | 5 de novembre de 2005  | Kitt Peak            | Spacewatch                |
| 229500 | 2005 VZ50              | 3 de novembre de 2005  | Catalina             | CSS                       |

## 229501–229600
| Nom    | Designació provisional | Data de descobriment   | Lloc de descobriment | Descobridor/s     |
| ------ | ---------------------- | ---------------------- | -------------------- | ----------------- |
| 229501 | 2005 VY55              | 4 de novembre de 2005  | Catalina             | CSS               |
| 229502 | 2005 VS80              | 5 de novembre de 2005  | Catalina             | CSS               |
| 229503 | 2005 WX1               | 19 de novembre de 2005 | Palomar              | NEAT              |
| 229504 | 2005 WA4               | 23 de novembre de 2005 | Ottmarsheim          | C. Rinner         |
| 229505 | 2005 WQ38              | 22 de novembre de 2005 | Kitt Peak            | Spacewatch        |
| 229506 | 2005 WO64              | 25 de novembre de 2005 | Mount Lemmon         | Mt. Lemmon Survey |
| 229507 | 2005 WF72              | 22 de novembre de 2005 | Catalina             | CSS               |
| 229508 | 2005 WC80              | 25 de novembre de 2005 | Kitt Peak            | Spacewatch        |
| 229509 | 2005 WM86              | 28 de novembre de 2005 | Mount Lemmon         | Mt. Lemmon Survey |
| 229510 | 2005 WO88              | 28 de novembre de 2005 | Mount Lemmon         | Mt. Lemmon Survey |
| 229511 | 2005 WX97              | 26 de novembre de 2005 | Kitt Peak            | Spacewatch        |
| 229512 | 2005 WU113             | 28 de novembre de 2005 | Kitt Peak            | Spacewatch        |
| 229513 | 2005 WZ123             | 25 de novembre de 2005 | Mount Lemmon         | Mt. Lemmon Survey |
| 229514 | 2005 WB148             | 26 de novembre de 2005 | Kitt Peak            | Spacewatch        |
| 229515 | 2005 WO159             | 29 de novembre de 2005 | Socorro              | LINEAR            |
| 229516 | 2005 WE170             | 30 de novembre de 2005 | Kitt Peak            | Spacewatch        |
| 229517 | 2005 WS170             | 30 de novembre de 2005 | Kitt Peak            | Spacewatch        |
| 229518 | 2005 WZ173             | 30 de novembre de 2005 | Socorro              | LINEAR            |
| 229519 | 2005 WM178             | 30 de novembre de 2005 | Mount Lemmon         | Mt. Lemmon Survey |
| 229520 | 2005 WY185             | 30 de novembre de 2005 | Socorro              | LINEAR            |
| 229521 | 2005 WG195             | 30 de novembre de 2005 | Socorro              | LINEAR            |
| 229522 | 2005 XQ2               | 1 de desembre de 2005  | Kitt Peak            | Spacewatch        |
| 229523 | 2005 XF7               | 4 de desembre de 2005  | Socorro              | LINEAR            |
| 229524 | 2005 XG11              | 1 de desembre de 2005  | Kitt Peak            | Spacewatch        |
| 229525 | 2005 XY14              | 1 de desembre de 2005  | Kitt Peak            | Spacewatch        |
| 229526 | 2005 XK21              | 2 de desembre de 2005  | Kitt Peak            | Spacewatch        |
| 229527 | 2005 XN24              | 2 de desembre de 2005  | Mount Lemmon         | Mt. Lemmon Survey |
| 229528 | 2005 XK38              | 4 de desembre de 2005  | Kitt Peak            | Spacewatch        |
| 229529 | 2005 XO43              | 2 de desembre de 2005  | Kitt Peak            | Spacewatch        |
| 229530 | 2005 XT65              | 5 de desembre de 2005  | Kitt Peak            | Spacewatch        |
| 229531 | 2005 XE79              | 5 de desembre de 2005  | Catalina             | CSS               |
| 229532 | 2005 YN26              | 24 de desembre de 2005 | Palomar              | NEAT              |
| 229533 | 2005 YZ33              | 24 de desembre de 2005 | Kitt Peak            | Spacewatch        |
| 229534 | 2005 YO36              | 25 de desembre de 2005 | Kitt Peak            | Spacewatch        |
| 229535 | 2005 YQ36              | 25 de desembre de 2005 | Kitt Peak            | Spacewatch        |
| 229536 | 2005 YC37              | 26 de desembre de 2005 | 7300                 | W. K. Y. Yeung    |
| 229537 | 2005 YU42              | 24 de desembre de 2005 | Kitt Peak            | Spacewatch        |
| 229538 | 2005 YM75              | 24 de desembre de 2005 | Kitt Peak            | Spacewatch        |
| 229539 | 2005 YA79              | 24 de desembre de 2005 | Kitt Peak            | Spacewatch        |
| 229540 | 2005 YP86              | 25 de desembre de 2005 | Mount Lemmon         | Mt. Lemmon Survey |
| 229541 | 2005 YA110             | 25 de desembre de 2005 | Kitt Peak            | Spacewatch        |
| 229542 | 2005 YP113             | 25 de desembre de 2005 | Kitt Peak            | Spacewatch        |
| 229543 | 2005 YJ115             | 25 de desembre de 2005 | Kitt Peak            | Spacewatch        |
| 229544 | 2005 YP118             | 25 de desembre de 2005 | Kitt Peak            | Spacewatch        |
| 229545 | 2005 YU121             | 28 de desembre de 2005 | Socorro              | LINEAR            |
| 229546 | 2005 YQ124             | 26 de desembre de 2005 | Kitt Peak            | Spacewatch        |
| 229547 | 2005 YM138             | 26 de desembre de 2005 | Kitt Peak            | Spacewatch        |
| 229548 | 2005 YD141             | 28 de desembre de 2005 | Mount Lemmon         | Mt. Lemmon Survey |
| 229549 | 2005 YG150             | 25 de desembre de 2005 | Kitt Peak            | Spacewatch        |
| 229550 | 2005 YP162             | 27 de desembre de 2005 | Mount Lemmon         | Mt. Lemmon Survey |
| 229551 | 2005 YP173             | 24 de desembre de 2005 | Catalina             | CSS               |
| 229552 | 2005 YP189             | 29 de desembre de 2005 | Kitt Peak            | Spacewatch        |
| 229553 | 2005 YT191             | 30 de desembre de 2005 | Kitt Peak            | Spacewatch        |
| 229554 | 2005 YR195             | 31 de desembre de 2005 | Kitt Peak            | Spacewatch        |
| 229555 | 2005 YD202             | 24 de desembre de 2005 | Kitt Peak            | Spacewatch        |
| 229556 | 2005 YO217             | 30 de desembre de 2005 | Mount Lemmon         | Mt. Lemmon Survey |
| 229557 | 2005 YE227             | 25 de desembre de 2005 | Mount Lemmon         | Mt. Lemmon Survey |
| 229558 | 2005 YV230             | 26 de desembre de 2005 | Mount Lemmon         | Mt. Lemmon Survey |
| 229559 | 2005 YX240             | 29 de desembre de 2005 | Kitt Peak            | Spacewatch        |
| 229560 | 2005 YV272             | 30 de desembre de 2005 | Mount Lemmon         | Mt. Lemmon Survey |
| 229561 | 2005 YA287             | 26 de desembre de 2005 | Mount Lemmon         | Mt. Lemmon Survey |
| 229562 | 2006 AX8               | 2 de gener de 2006     | Catalina             | CSS               |
| 229563 | 2006 AA9               | 2 de gener de 2006     | Socorro              | LINEAR            |
| 229564 | 2006 AK28              | 6 de gener de 2006     | Mount Lemmon         | Mt. Lemmon Survey |
| 229565 | 2006 AF30              | 2 de gener de 2006     | Mount Lemmon         | Mt. Lemmon Survey |
| 229566 | 2006 AP32              | 5 de gener de 2006     | Kitt Peak            | Spacewatch        |
| 229567 | 2006 AR33              | 6 de gener de 2006     | Socorro              | LINEAR            |
| 229568 | 2006 AA41              | 7 de gener de 2006     | Kitt Peak            | Spacewatch        |
| 229569 | 2006 AL43              | 6 de gener de 2006     | Kitt Peak            | Spacewatch        |
| 229570 | 2006 AA45              | 2 de gener de 2006     | Catalina             | CSS               |
| 229571 | 2006 AH49              | 5 de gener de 2006     | Kitt Peak            | Spacewatch        |
| 229572 | 2006 AG73              | 8 de gener de 2006     | Mount Lemmon         | Mt. Lemmon Survey |
| 229573 | 2006 AX77              | 7 de gener de 2006     | Mount Lemmon         | Mt. Lemmon Survey |
| 229574 | 2006 AX95              | 10 de gener de 2006    | Kitt Peak            | Spacewatch        |
| 229575 | 2006 BA1               | 18 de gener de 2006    | Catalina             | CSS               |
| 229576 | 2006 BV17              | 22 de gener de 2006    | Mount Lemmon         | Mt. Lemmon Survey |
| 229577 | 2006 BZ19              | 22 de gener de 2006    | Anderson Mesa        | LONEOS            |
| 229578 | 2006 BD38              | 23 de gener de 2006    | Kitt Peak            | Spacewatch        |
| 229579 | 2006 BU79              | 23 de gener de 2006    | Kitt Peak            | Spacewatch        |
| 229580 | 2006 BT81              | 23 de gener de 2006    | Kitt Peak            | Spacewatch        |
| 229581 | 2006 BW89              | 25 de gener de 2006    | Kitt Peak            | Spacewatch        |
| 229582 | 2006 BD92              | 26 de gener de 2006    | Catalina             | CSS               |
| 229583 | 2006 BF96              | 26 de gener de 2006    | Kitt Peak            | Spacewatch        |
| 229584 | 2006 BR114             | 26 de gener de 2006    | Kitt Peak            | Spacewatch        |
| 229585 | 2006 BP127             | 26 de gener de 2006    | Kitt Peak            | Spacewatch        |
| 229586 | 2006 BN145             | 23 de gener de 2006    | Socorro              | LINEAR            |
| 229587 | 2006 BA147             | 31 de gener de 2006    | 7300                 | W. K. Y. Yeung    |
| 229588 | 2006 BL148             | 21 de gener de 2006    | Palomar              | NEAT              |
| 229589 | 2006 BW148             | 23 de gener de 2006    | Kitt Peak            | Spacewatch        |
| 229590 | 2006 BU162             | 26 de gener de 2006    | Mount Lemmon         | Mt. Lemmon Survey |
| 229591 | 2006 BX176             | 27 de gener de 2006    | Kitt Peak            | Spacewatch        |
| 229592 | 2006 BE183             | 27 de gener de 2006    | Mount Lemmon         | Mt. Lemmon Survey |
| 229593 | 2006 BX189             | 28 de gener de 2006    | Kitt Peak            | Spacewatch        |
| 229594 | 2006 BL204             | 31 de gener de 2006    | Kitt Peak            | Spacewatch        |
| 229595 | 2006 BE214             | 23 de gener de 2006    | Socorro              | LINEAR            |
| 229596 | 2006 BX219             | 30 de gener de 2006    | Kitt Peak            | Spacewatch        |
| 229597 | 2006 BV220             | 30 de gener de 2006    | Catalina             | CSS               |
| 229598 | 2006 BQ251             | 31 de gener de 2006    | Kitt Peak            | Spacewatch        |
| 229599 | 2006 BM252             | 31 de gener de 2006    | Kitt Peak            | Spacewatch        |
| 229600 | 2006 BW270             | 31 de gener de 2006    | Catalina             | CSS               |

## 229601–229700
| Nom            | Designació provisional | Data de descobriment   | Lloc de descobriment | Descobridor/s        |
| -------------- | ---------------------- | ---------------------- | -------------------- | -------------------- |
| 229601         | 2006 BE276             | 30 de gener de 2006    | Kitt Peak            | Spacewatch           |
| 229602         | 2006 CO                | 1 de febrer de 2006    | 7300                 | W. K. Y. Yeung       |
| 229603         | 2006 CG10              | 6 de febrer de 2006    | Socorro              | LINEAR               |
| 229604         | 2006 CF22              | 1 de febrer de 2006    | Kitt Peak            | Spacewatch           |
| 229605         | 2006 CR37              | 2 de febrer de 2006    | Mount Lemmon         | Mt. Lemmon Survey    |
| 229606         | 2006 DM1               | 20 de febrer de 2006   | Kitt Peak            | Spacewatch           |
| 229607         | 2006 DD10              | 21 de febrer de 2006   | Catalina             | CSS                  |
| 229608         | 2006 DQ20              | 20 de febrer de 2006   | Kitt Peak            | Spacewatch           |
| 229609         | 2006 DQ27              | 20 de febrer de 2006   | Kitt Peak            | Spacewatch           |
| 229610         | 2006 DR32              | 20 de febrer de 2006   | Mount Lemmon         | Mt. Lemmon Survey    |
| 229611         | 2006 DZ32              | 20 de febrer de 2006   | Kitt Peak            | Spacewatch           |
| 229612         | 2006 DS36              | 20 de febrer de 2006   | Kitt Peak            | Spacewatch           |
| 229613         | 2006 DP53              | 24 de febrer de 2006   | Mount Lemmon         | Mt. Lemmon Survey    |
| 229614         | 2006 DF59              | 24 de febrer de 2006   | Mount Lemmon         | Mt. Lemmon Survey    |
| 229615         | 2006 DZ66              | 22 de febrer de 2006   | Anderson Mesa        | LONEOS               |
| 229616         | 2006 DK68              | 23 de febrer de 2006   | Wrightwood           | J. W. Young          |
| 229617         | 2006 DY74              | 24 de febrer de 2006   | Kitt Peak            | Spacewatch           |
| 229618         | 2006 DT75              | 24 de febrer de 2006   | Kitt Peak            | Spacewatch           |
| 229619         | 2006 DH82              | 24 de febrer de 2006   | Kitt Peak            | Spacewatch           |
| 229620         | 2006 DZ83              | 24 de febrer de 2006   | Kitt Peak            | Spacewatch           |
| 229621         | 2006 DQ96              | 24 de febrer de 2006   | Kitt Peak            | Spacewatch           |
| 229622         | 2006 DQ121             | 22 de febrer de 2006   | Anderson Mesa        | LONEOS               |
| 229623         | 2006 DD128             | 25 de febrer de 2006   | Mount Lemmon         | Mt. Lemmon Survey    |
| 229624         | 2006 DN133             | 25 de febrer de 2006   | Kitt Peak            | Spacewatch           |
| 229625         | 2006 DR143             | 25 de febrer de 2006   | Mount Lemmon         | Mt. Lemmon Survey    |
| 229626         | 2006 DQ148             | 25 de febrer de 2006   | Kitt Peak            | Spacewatch           |
| 229627         | 2006 DF160             | 27 de febrer de 2006   | Kitt Peak            | Spacewatch           |
| 229628         | 2006 DA164             | 27 de febrer de 2006   | Mount Lemmon         | Mt. Lemmon Survey    |
| 229629         | 2006 DF191             | 27 de febrer de 2006   | Kitt Peak            | Spacewatch           |
| 229630         | 2006 DR201             | 25 de febrer de 2006   | Anderson Mesa        | LONEOS               |
| (229631) Cluny | 2006 ER                | 4 de març de 2006      | Nogales              | J.-C. Merlin         |
| 229632         | 2006 ED32              | 3 de març de 2006      | Mount Lemmon         | Mt. Lemmon Survey    |
| 229633         | 2006 ED39              | 4 de març de 2006      | Catalina             | CSS                  |
| 229634         | 2006 EE43              | 4 de març de 2006      | Catalina             | CSS                  |
| 229635         | 2006 EC59              | 5 de març de 2006      | Kitt Peak            | Spacewatch           |
| 229636         | 2006 FS2               | 23 de març de 2006     | Kitt Peak            | Spacewatch           |
| 229637         | 2006 FU4               | 23 de març de 2006     | Socorro              | LINEAR               |
| 229638         | 2006 FN8               | 23 de març de 2006     | Mount Lemmon         | Mt. Lemmon Survey    |
| 229639         | 2006 FZ8               | 23 de març de 2006     | Kitt Peak            | Spacewatch           |
| 229640         | 2006 FD11              | 23 de març de 2006     | Kitt Peak            | Spacewatch           |
| 229641         | 2006 FJ16              | 23 de març de 2006     | Mount Lemmon         | Mt. Lemmon Survey    |
| 229642         | 2006 FU20              | 24 de març de 2006     | Bergisch Gladbac     | W. Bickel            |
| 229643         | 2006 FC38              | 23 de març de 2006     | Kitt Peak            | Spacewatch           |
| 229644         | 2006 FO42              | 26 de març de 2006     | Mount Lemmon         | Mt. Lemmon Survey    |
| 229645         | 2006 FH49              | 25 de març de 2006     | Catalina             | CSS                  |
| 229646         | 2006 FD50              | 18 de març de 2006     | Siding Spring        | Siding Spring Survey |
| 229647         | 2006 FF53              | 25 de març de 2006     | Kitt Peak            | Spacewatch           |
| 229648         | 2006 GG2               | 4 d'abril de 2006      | Great Shefford       | P. Birtwhistle       |
| 229649         | 2006 GC5               | 2 d'abril de 2006      | Kitt Peak            | Spacewatch           |
| 229650         | 2006 GY22              | 2 d'abril de 2006      | Kitt Peak            | Spacewatch           |
| 229651         | 2006 GR36              | 8 d'abril de 2006      | Kitt Peak            | Spacewatch           |
| 229652         | 2006 HX1               | 18 d'abril de 2006     | Palomar              | NEAT                 |
| 229653         | 2006 HQ6               | 18 d'abril de 2006     | Anderson Mesa        | LONEOS               |
| 229654         | 2006 HE18              | 19 d'abril de 2006     | Mount Lemmon         | Mt. Lemmon Survey    |
| 229655         | 2006 HO32              | 19 d'abril de 2006     | Mount Lemmon         | Mt. Lemmon Survey    |
| 229656         | 2006 HH34              | 19 d'abril de 2006     | Mount Lemmon         | Mt. Lemmon Survey    |
| 229657         | 2006 HT39              | 21 d'abril de 2006     | Catalina             | CSS                  |
| 229658         | 2006 HV41              | 21 d'abril de 2006     | Kitt Peak            | Spacewatch           |
| 229659         | 2006 HK49              | 25 d'abril de 2006     | Kitt Peak            | Spacewatch           |
| 229660         | 2006 HB110             | 21 d'abril de 2006     | Catalina             | CSS                  |
| 229661         | 2006 JV46              | 1 de maig de 2006      | Socorro              | LINEAR               |
| 229662         | 2006 KV12              | 20 de maig de 2006     | Palomar              | NEAT                 |
| 229663         | 2006 KX20              | 20 de maig de 2006     | Catalina             | CSS                  |
| 229664         | 2006 KV40              | 19 de maig de 2006     | Mount Lemmon         | Mt. Lemmon Survey    |
| 229665         | 2006 MC2               | 16 de juny de 2006     | Kitt Peak            | Spacewatch           |
| 229666         | 2006 QF33              | 23 d'agost de 2006     | Socorro              | LINEAR               |
| 229667         | 2006 SQ182             | 25 de setembre de 2006 | Mount Lemmon         | Mt. Lemmon Survey    |
| 229668         | 2006 SQ408             | 30 de setembre de 2006 | Mount Lemmon         | Mt. Lemmon Survey    |
| 229669         | 2006 TF41              | 12 d'octubre de 2006   | Kitt Peak            | Spacewatch           |
| 229670         | 2006 TP58              | 12 d'octubre de 2006   | Palomar              | NEAT                 |
| 229671         | 2006 VT87              | 14 de novembre de 2006 | Catalina             | CSS                  |
| 229672         | 2006 WR1               | 18 de novembre de 2006 | Kitt Peak            | Spacewatch           |
| 229673         | 2006 WQ123             | 21 de novembre de 2006 | Mount Lemmon         | Mt. Lemmon Survey    |
| 229674         | 2006 YK23              | 21 de desembre de 2006 | Kitt Peak            | Spacewatch           |
| 229675         | 2007 BH2               | 16 de gener de 2007    | Catalina             | CSS                  |
| 229676         | 2007 BR4               | 16 de gener de 2007    | Catalina             | CSS                  |
| 229677         | 2007 BY19              | 23 de gener de 2007    | Socorro              | LINEAR               |
| 229678         | 2007 BY21              | 24 de gener de 2007    | Socorro              | LINEAR               |
| 229679         | 2007 BO69              | 27 de gener de 2007    | Mount Lemmon         | Mt. Lemmon Survey    |
| 229680         | 2007 CX11              | 6 de febrer de 2007    | Palomar              | NEAT                 |
| 229681         | 2007 CL52              | 10 de febrer de 2007   | Catalina             | CSS                  |
| 229682         | 2007 CN52              | 10 de febrer de 2007   | Catalina             | CSS                  |
| 229683         | 2007 CR62              | 15 de febrer de 2007   | Palomar              | NEAT                 |
| 229684         | 2007 DQ11              | 20 de febrer de 2007   | Vicques              | M. Ory               |
| 229685         | 2007 DK25              | 17 de febrer de 2007   | Kitt Peak            | Spacewatch           |
| 229686         | 2007 DP36              | 17 de febrer de 2007   | Kitt Peak            | Spacewatch           |
| 229687         | 2007 DO48              | 21 de febrer de 2007   | Mount Lemmon         | Mt. Lemmon Survey    |
| 229688         | 2007 DL51              | 17 de febrer de 2007   | Kitt Peak            | Spacewatch           |
| 229689         | 2007 DQ57              | 21 de febrer de 2007   | Socorro              | LINEAR               |
| 229690         | 2007 DS70              | 21 de febrer de 2007   | Kitt Peak            | Spacewatch           |
| 229691         | 2007 DX78              | 23 de febrer de 2007   | Kitt Peak            | Spacewatch           |
| 229692         | 2007 DP82              | 23 de febrer de 2007   | Mount Lemmon         | Mt. Lemmon Survey    |
| 229693         | 2007 DC88              | 23 de febrer de 2007   | Kitt Peak            | Spacewatch           |
| 229694         | 2007 DE97              | 23 de febrer de 2007   | Kitt Peak            | Spacewatch           |
| 229695         | 2007 DH105             | 26 de febrer de 2007   | Mount Lemmon         | Mt. Lemmon Survey    |
| 229696         | 2007 DT106             | 22 de febrer de 2007   | Catalina             | CSS                  |
| 229697         | 2007 EZ12              | 9 de març de 2007      | Palomar              | NEAT                 |
| 229698         | 2007 EL16              | 9 de març de 2007      | Catalina             | CSS                  |
| 229699         | 2007 EW25              | 10 de març de 2007     | Palomar              | NEAT                 |
| 229700         | 2007 EQ29              | 9 de març de 2007      | Palomar              | NEAT                 |

## 229701–229800
| Nom                     | Designació provisional | Data de descobriment   | Lloc de descobriment | Descobridor/s          |
| ----------------------- | ---------------------- | ---------------------- | -------------------- | ---------------------- |
| 229701                  | 2007 EP41              | 9 de març de 2007      | Mount Lemmon         | Mt. Lemmon Survey      |
| 229702                  | 2007 EO48              | 9 de març de 2007      | Kitt Peak            | Spacewatch             |
| 229703                  | 2007 EP69              | 10 de març de 2007     | Kitt Peak            | Spacewatch             |
| 229704                  | 2007 EJ76              | 10 de març de 2007     | Kitt Peak            | Spacewatch             |
| 229705                  | 2007 EX78              | 10 de març de 2007     | Palomar              | NEAT                   |
| 229706                  | 2007 EV85              | 12 de març de 2007     | Catalina             | CSS                    |
| 229707                  | 2007 EE117             | 13 de març de 2007     | Mount Lemmon         | Mt. Lemmon Survey      |
| 229708                  | 2007 ED119             | 13 de març de 2007     | Mount Lemmon         | Mt. Lemmon Survey      |
| 229709                  | 2007 EZ119             | 13 de març de 2007     | Mount Lemmon         | Mt. Lemmon Survey      |
| 229710                  | 2007 ET120             | 14 de març de 2007     | Anderson Mesa        | LONEOS                 |
| 229711                  | 2007 EH133             | 9 de març de 2007      | Mount Lemmon         | Mt. Lemmon Survey      |
| 229712                  | 2007 EZ133             | 9 de març de 2007      | Mount Lemmon         | Mt. Lemmon Survey      |
| 229713                  | 2007 EJ141             | 12 de març de 2007     | Kitt Peak            | Spacewatch             |
| 229714                  | 2007 EH147             | 12 de març de 2007     | Mount Lemmon         | Mt. Lemmon Survey      |
| 229715                  | 2007 EY167             | 13 de març de 2007     | Kitt Peak            | Spacewatch             |
| 229716                  | 2007 ER169             | 13 de març de 2007     | Mount Lemmon         | Mt. Lemmon Survey      |
| 229717                  | 2007 EC172             | 14 de març de 2007     | Kitt Peak            | Spacewatch             |
| 229718                  | 2007 EA179             | 14 de març de 2007     | Kitt Peak            | Spacewatch             |
| 229719                  | 2007 EN210             | 8 de març de 2007      | Palomar              | NEAT                   |
| 229720                  | 2007 EK219             | 15 de març de 2007     | Kitt Peak            | Spacewatch             |
| 229721                  | 2007 FC38              | 26 de març de 2007     | Kitt Peak            | Spacewatch             |
| 229722                  | 2007 GE                | 6 d'abril de 2007      | Vicques              | M. Ory                 |
| 229723                  | 2007 GG2               | 11 d'abril de 2007     | Altschwendt          | W. Ries                |
| 229724                  | 2007 GQ7               | 7 d'abril de 2007      | Mount Lemmon         | Mt. Lemmon Survey      |
| 229725                  | 2007 GX16              | 11 d'abril de 2007     | Kitt Peak            | Spacewatch             |
| 229726                  | 2007 GH17              | 11 d'abril de 2007     | Kitt Peak            | Spacewatch             |
| 229727                  | 2007 GZ19              | 11 d'abril de 2007     | Kitt Peak            | Spacewatch             |
| 229728                  | 2007 GX30              | 14 d'abril de 2007     | Mount Lemmon         | Mt. Lemmon Survey      |
| 229729                  | 2007 GB35              | 14 d'abril de 2007     | Kitt Peak            | Spacewatch             |
| 229730                  | 2007 GP37              | 14 d'abril de 2007     | Kitt Peak            | Spacewatch             |
| 229731                  | 2007 GN42              | 14 d'abril de 2007     | Kitt Peak            | Spacewatch             |
| 229732                  | 2007 GY47              | 14 d'abril de 2007     | Kitt Peak            | Spacewatch             |
| 229733                  | 2007 GK53              | 14 d'abril de 2007     | Mount Lemmon         | Mt. Lemmon Survey      |
| 229734                  | 2007 GT53              | 14 d'abril de 2007     | Kitt Peak            | Spacewatch             |
| 229735                  | 2007 HK1               | 16 d'abril de 2007     | Catalina             | CSS                    |
| 229736                  | 2007 HK3               | 16 d'abril de 2007     | Catalina             | CSS                    |
| (229737) Porthos        | 2007 HO4               | 19 d'abril de 2007     | Saint-Sulpice        | B. Christophe          |
| 229738                  | 2007 HW21              | 18 d'abril de 2007     | Kitt Peak            | Spacewatch             |
| 229739                  | 2007 HB22              | 18 d'abril de 2007     | Kitt Peak            | Spacewatch             |
| 229740                  | 2007 HO53              | 20 d'abril de 2007     | Kitt Peak            | Spacewatch             |
| 229741                  | 2007 HM58              | 23 d'abril de 2007     | Catalina             | CSS                    |
| 229742                  | 2007 HV82              | 22 d'abril de 2007     | Catalina             | CSS                    |
| 229743                  | 2007 JA5               | 7 de maig de 2007      | XuYi                 | PMO NEO Survey Program |
| 229744                  | 2007 JQ8               | 9 de maig de 2007      | Mount Lemmon         | Mt. Lemmon Survey      |
| 229745                  | 2007 JA15              | 10 de maig de 2007     | Mount Lemmon         | Mt. Lemmon Survey      |
| 229746                  | 2007 JF17              | 7 de maig de 2007      | Kitt Peak            | Spacewatch             |
| 229747                  | 2007 JV18              | 9 de maig de 2007      | Kitt Peak            | Spacewatch             |
| 229748                  | 2007 JZ19              | 10 de maig de 2007     | Mount Lemmon         | Mt. Lemmon Survey      |
| 229749                  | 2007 JH21              | 11 de maig de 2007     | Siding Spring        | Siding Spring Survey   |
| 229750                  | 2007 JC23              | 13 de maig de 2007     | Tiki                 | S. F. Hoenig, N. Teamo |
| 229751                  | 2007 JK27              | 9 de maig de 2007      | Kitt Peak            | Spacewatch             |
| 229752                  | 2007 JL36              | 14 de maig de 2007     | Tiki                 | S. F. Hoenig, N. Teamo |
| 229753                  | 2007 KA4               | 23 de maig de 2007     | 7300                 | W. K. Y. Yeung         |
| 229754                  | 2007 KO6               | 25 de maig de 2007     | Mount Lemmon         | Mt. Lemmon Survey      |
| 229755                  | 2007 LW3               | 8 de juny de 2007      | Kitt Peak            | Spacewatch             |
| 229756                  | 2007 LC8               | 9 de juny de 2007      | Kitt Peak            | Spacewatch             |
| 229757                  | 2007 MU9               | 19 de juny de 2007     | Kitt Peak            | Spacewatch             |
| 229758                  | 2007 NG                | 7 de juliol de 2007    | Sandlot              | G. Hug                 |
| 229759                  | 2007 NZ2               | 14 de juliol de 2007   | Tiki                 | S. F. Hoenig, N. Teamo |
| 229760                  | 2007 RM225             | 10 de setembre de 2007 | Kitt Peak            | Spacewatch             |
| 229761                  | 2007 RC288             | 11 de setembre de 2007 | Mount Lemmon         | Mt. Lemmon Survey      |
| (229762) Gǃkúnǁʼhòmdímà | 2007 UK126             | 19 d'octubre de 2007   | Palomar              | Palomar                |
| 229763                  | 2008 FZ52              | 28 de març de 2008     | Kitt Peak            | Spacewatch             |
| 229764                  | 2008 FE88              | 28 de març de 2008     | Mount Lemmon         | Mt. Lemmon Survey      |
| 229765                  | 2008 FT95              | 29 de març de 2008     | Mount Lemmon         | Mt. Lemmon Survey      |
| 229766                  | 2008 GX76              | 7 d'abril de 2008      | Kitt Peak            | Spacewatch             |
| 229767                  | 2008 HA33              | 29 d'abril de 2008     | Mount Lemmon         | Mt. Lemmon Survey      |
| 229768                  | 2008 HT68              | 26 d'abril de 2008     | Kitt Peak            | Spacewatch             |
| 229769                  | 2008 JX19              | 6 de maig de 2008      | Reedy Creek          | J. Broughton           |
| 229770                  | 2008 JX30              | 3 de maig de 2008      | Mount Lemmon         | Mt. Lemmon Survey      |
| 229771                  | 2008 JQ32              | 7 de maig de 2008      | Kitt Peak            | Spacewatch             |
| 229772                  | 2008 KX10              | 29 de maig de 2008     | Mount Lemmon         | Mt. Lemmon Survey      |
| 229773                  | 2008 LW10              | 6 de juny de 2008      | Kitt Peak            | Spacewatch             |
| 229774                  | 2008 LY14              | 8 de juny de 2008      | Kitt Peak            | Spacewatch             |
| 229775                  | 2008 LM15              | 9 de juny de 2008      | Kitt Peak            | Spacewatch             |
| 229776                  | 2008 ME2               | 24 de juny de 2008     | Kitt Peak            | Spacewatch             |
| (229777) ENIAC          | 2008 MX4               | 28 de juny de 2008     | La Canada            | J. Lacruz              |
| 229778                  | 2008 NX4               | 10 de juliol de 2008   | Siding Spring        | Siding Spring Survey   |
| 229779                  | 2008 ON20              | 29 de juliol de 2008   | Kitt Peak            | Spacewatch             |
| 229780                  | 2008 OJ21              | 30 de juliol de 2008   | Mount Lemmon         | Mt. Lemmon Survey      |
| 229781                  | 2008 PS1               | 3 d'agost de 2008      | Vallemare Borbon     | V. S. Casulli          |
| 229782                  | 2008 PZ3               | 4 d'agost de 2008      | Dauban               | F. Kugel               |
| 229783                  | 2008 PG17              | 11 d'agost de 2008     | La Sagra             | La Sagra               |
| 229784                  | 2008 PM18              | 13 d'agost de 2008     | Siding Spring        | Siding Spring Survey   |
| 229785                  | 2008 QR2               | 23 d'agost de 2008     | Marly                | P. Kocher              |
| 229786                  | 2008 QU8               | 25 d'agost de 2008     | La Sagra             | La Sagra               |
| 229787                  | 2008 QV22              | 26 d'agost de 2008     | Socorro              | LINEAR                 |
| 229788                  | 2008 QV41              | 24 d'agost de 2008     | Kitt Peak            | Spacewatch             |
| 229789                  | 2008 RH10              | 3 de setembre de 2008  | Kitt Peak            | Spacewatch             |
| 229790                  | 2008 RH30              | 2 de setembre de 2008  | Kitt Peak            | Spacewatch             |
| 229791                  | 2008 RP43              | 2 de setembre de 2008  | Kitt Peak            | Spacewatch             |
| 229792                  | 2008 RD79              | 9 de setembre de 2008  | Bergisch Gladbac     | W. Bickel              |
| 229793                  | 2008 RB90              | 5 de setembre de 2008  | Kitt Peak            | Spacewatch             |
| 229794                  | 2008 RR99              | 2 de setembre de 2008  | Kitt Peak            | Spacewatch             |
| 229795                  | 2008 RM100             | 3 de setembre de 2008  | Kitt Peak            | Spacewatch             |
| 229796                  | 2008 RC122             | 3 de setembre de 2008  | Kitt Peak            | Spacewatch             |
| 229797                  | 2008 RT130             | 8 de setembre de 2008  | Catalina             | CSS                    |
| 229798                  | 2008 SK15              | 19 de setembre de 2008 | Kitt Peak            | Spacewatch             |
| 229799                  | 2008 SN18              | 19 de setembre de 2008 | Kitt Peak            | Spacewatch             |
| 229800                  | 2008 ST35              | 20 de setembre de 2008 | Kitt Peak            | Spacewatch             |

## 229801–229900
| Nom                     | Designació provisional | Data de descobriment   | Lloc de descobriment | Descobridor/s              |
| ----------------------- | ---------------------- | ---------------------- | -------------------- | -------------------------- |
| 229801                  | 2008 SN37              | 20 de setembre de 2008 | Kitt Peak            | Spacewatch                 |
| 229802                  | 2008 SP51              | 20 de setembre de 2008 | Kitt Peak            | Spacewatch                 |
| 229803                  | 2008 SL57              | 20 de setembre de 2008 | Mount Lemmon         | Mt. Lemmon Survey          |
| 229804                  | 2008 SO60              | 20 de setembre de 2008 | Catalina             | CSS                        |
| 229805                  | 2008 SC69              | 22 de setembre de 2008 | Kitt Peak            | Spacewatch                 |
| 229806                  | 2008 SX112             | 22 de setembre de 2008 | Kitt Peak            | Spacewatch                 |
| 229807                  | 2008 ST145             | 21 de setembre de 2008 | Catalina             | CSS                        |
| 229808                  | 2008 SB148             | 26 de setembre de 2008 | Kitt Peak            | Spacewatch                 |
| 229809                  | 2008 SA164             | 28 de setembre de 2008 | Socorro              | LINEAR                     |
| 229810                  | 2008 SE164             | 28 de setembre de 2008 | Socorro              | LINEAR                     |
| 229811                  | 2008 ST187             | 25 de setembre de 2008 | Kitt Peak            | Spacewatch                 |
| 229812                  | 2008 SC201             | 26 de setembre de 2008 | Kitt Peak            | Spacewatch                 |
| 229813                  | 2008 SW223             | 25 de setembre de 2008 | Mount Lemmon         | Mt. Lemmon Survey          |
| 229814                  | 2008 SQ246             | 30 de setembre de 2008 | La Sagra             | La Sagra                   |
| 229815                  | 2008 SX256             | 21 de setembre de 2008 | Catalina             | CSS                        |
| 229816                  | 2008 SY261             | 24 de setembre de 2008 | Kitt Peak            | Spacewatch                 |
| 229817                  | 2008 SK285             | 20 de setembre de 2008 | Kitt Peak            | Spacewatch                 |
| 229818                  | 2008 TP4               | 1 d'octubre de 2008    | La Sagra             | La Sagra                   |
| 229819                  | 2008 TK13              | 1 d'octubre de 2008    | Mount Lemmon         | Mt. Lemmon Survey          |
| 229820                  | 2008 TA84              | 3 d'octubre de 2008    | Kitt Peak            | Spacewatch                 |
| 229821                  | 2008 TQ105             | 6 d'octubre de 2008    | Kitt Peak            | Spacewatch                 |
| 229822                  | 2008 TA112             | 6 d'octubre de 2008    | Catalina             | CSS                        |
| 229823                  | 2008 TA152             | 9 d'octubre de 2008    | Mount Lemmon         | Mt. Lemmon Survey          |
| 229824                  | 2008 UQ1               | 21 d'octubre de 2008   | Goodricke-Pigott     | R. A. Tucker               |
| 229825                  | 2008 UB5               | 25 d'octubre de 2008   | Wildberg             | R. Apitzsch                |
| 229826                  | 2008 UK8               | 17 d'octubre de 2008   | Kitt Peak            | Spacewatch                 |
| 229827                  | 2008 UC56              | 21 d'octubre de 2008   | Kitt Peak            | Spacewatch                 |
| 229828                  | 2008 UH124             | 22 d'octubre de 2008   | Kitt Peak            | Spacewatch                 |
| 229829                  | 2008 UG134             | 23 d'octubre de 2008   | Kitt Peak            | Spacewatch                 |
| 229830                  | 2008 US357             | 24 d'octubre de 2008   | Catalina             | CSS                        |
| 229831                  | 2008 VH72              | 3 de novembre de 2008  | Mount Lemmon         | Mt. Lemmon Survey          |
| 229832                  | 2008 WQ33              | 17 de novembre de 2008 | Kitt Peak            | Spacewatch                 |
| 229833                  | 2009 BQ25              | 16 de gener de 2009    | Kitt Peak            | Spacewatch                 |
| 229834                  | 2009 FM59              | 26 de març de 2009     | Kitt Peak            | Spacewatch                 |
| 229835                  | 2009 QA31              | 24 d'agost de 2009     | La Sagra             | La Sagra                   |
| (229836) Wladimarinello | 2009 QR34              | 28 d'agost de 2009     | Lumezzane            | M. Micheli, G. P. Pizzetti |
| 229837                  | 2009 RL10              | 12 de setembre de 2009 | Kitt Peak            | Spacewatch                 |
| 229838                  | 2009 RV16              | 12 de setembre de 2009 | Kitt Peak            | Spacewatch                 |
| 229839                  | 2009 SB46              | 16 de setembre de 2009 | Kitt Peak            | Spacewatch                 |
| 229840                  | 2009 SF99              | 22 de setembre de 2009 | Dauban               | F. Kugel                   |
| 229841                  | 2009 SO114             | 18 de setembre de 2009 | Kitt Peak            | Spacewatch                 |
| 229842                  | 2009 SF143             | 19 de setembre de 2009 | Kitt Peak            | Spacewatch                 |
| 229843                  | 2009 SF147             | 19 de setembre de 2009 | Kitt Peak            | Spacewatch                 |
| 229844                  | 2009 ST204             | 22 de setembre de 2009 | Kitt Peak            | Spacewatch                 |
| 229845                  | 2009 ST229             | 16 de setembre de 2009 | Kitt Peak            | Spacewatch                 |
| 229846                  | 2009 SZ230             | 17 de setembre de 2009 | Mount Lemmon         | Mt. Lemmon Survey          |
| 229847                  | 2009 SR234             | 16 de setembre de 2009 | Mount Lemmon         | Mt. Lemmon Survey          |
| 229848                  | 2009 SW251             | 20 de setembre de 2009 | Mount Lemmon         | Mt. Lemmon Survey          |
| 229849                  | 2009 SK253             | 23 de setembre de 2009 | Kitt Peak            | Spacewatch                 |
| 229850                  | 2009 SP255             | 20 de setembre de 2009 | Catalina             | CSS                        |
| 229851                  | 2009 SQ267             | 23 de setembre de 2009 | Mount Lemmon         | Mt. Lemmon Survey          |
| 229852                  | 2009 SH275             | 25 de setembre de 2009 | Kitt Peak            | Spacewatch                 |
| 229853                  | 2009 SN275             | 25 de setembre de 2009 | Kitt Peak            | Spacewatch                 |
| 229854                  | 2009 SD276             | 25 de setembre de 2009 | Kitt Peak            | Spacewatch                 |
| 229855                  | 2009 ST288             | 25 de setembre de 2009 | Catalina             | CSS                        |
| 229856                  | 2009 SU339             | 22 de setembre de 2009 | Mount Lemmon         | Mt. Lemmon Survey          |
| 229857                  | 2009 SM346             | 20 de setembre de 2009 | Mount Lemmon         | Mt. Lemmon Survey          |
| 229858                  | 2009 TZ5               | 11 d'octubre de 2009   | La Sagra             | La Sagra                   |
| 229859                  | 2009 TD6               | 12 d'octubre de 2009   | La Sagra             | La Sagra                   |
| 229860                  | 2009 TA12              | 14 d'octubre de 2009   | Bergisch Gladbac     | W. Bickel                  |
| 229861                  | 2009 TL17              | 15 d'octubre de 2009   | La Sagra             | La Sagra                   |
| 229862                  | 2009 TY17              | 15 d'octubre de 2009   | Catalina             | CSS                        |
| 229863                  | 2009 TC20              | 11 d'octubre de 2009   | Mount Lemmon         | Mt. Lemmon Survey          |
| 229864                  | 2009 TC26              | 14 d'octubre de 2009   | XuYi                 | PMO NEO Survey Program     |
| 229865                  | 2009 TQ26              | 14 d'octubre de 2009   | La Sagra             | La Sagra                   |
| 229866                  | 2009 TV27              | 15 d'octubre de 2009   | La Sagra             | La Sagra                   |
| 229867                  | 2009 TS29              | 15 d'octubre de 2009   | Mount Lemmon         | Mt. Lemmon Survey          |
| 229868                  | 2009 TS35              | 14 d'octubre de 2009   | La Sagra             | La Sagra                   |
| 229869                  | 2009 UZ4               | 20 d'octubre de 2009   | Mayhill              | A. Lowe                    |
| 229870                  | 2009 UD12              | 17 d'octubre de 2009   | La Sagra             | La Sagra                   |
| 229871                  | 2009 UO26              | 21 d'octubre de 2009   | Catalina             | CSS                        |
| 229872                  | 2009 UB30              | 18 d'octubre de 2009   | Mount Lemmon         | Mt. Lemmon Survey          |
| 229873                  | 2009 UD30              | 18 d'octubre de 2009   | Mount Lemmon         | Mt. Lemmon Survey          |
| 229874                  | 2009 UC31              | 18 d'octubre de 2009   | Mount Lemmon         | Mt. Lemmon Survey          |
| 229875                  | 2009 UR33              | 18 d'octubre de 2009   | Mount Lemmon         | Mt. Lemmon Survey          |
| 229876                  | 2009 UT34              | 21 d'octubre de 2009   | Mount Lemmon         | Mt. Lemmon Survey          |
| 229877                  | 2009 UR35              | 21 d'octubre de 2009   | Mount Lemmon         | Mt. Lemmon Survey          |
| 229878                  | 2009 UE40              | 18 d'octubre de 2009   | La Sagra             | La Sagra                   |
| 229879                  | 2009 UZ46              | 18 d'octubre de 2009   | Mount Lemmon         | Mt. Lemmon Survey          |
| 229880                  | 2009 UM71              | 22 d'octubre de 2009   | Catalina             | CSS                        |
| 229881                  | 2009 US71              | 22 d'octubre de 2009   | Mount Lemmon         | Mt. Lemmon Survey          |
| 229882                  | 2009 UT71              | 22 d'octubre de 2009   | Mount Lemmon         | Mt. Lemmon Survey          |
| 229883                  | 2009 UV72              | 23 d'octubre de 2009   | Mount Lemmon         | Mt. Lemmon Survey          |
| 229884                  | 2009 UL82              | 23 d'octubre de 2009   | Mount Lemmon         | Mt. Lemmon Survey          |
| 229885                  | 2009 UV82              | 23 d'octubre de 2009   | Mount Lemmon         | Mt. Lemmon Survey          |
| 229886                  | 2009 UZ84              | 23 d'octubre de 2009   | Mount Lemmon         | Mt. Lemmon Survey          |
| 229887                  | 2009 UA85              | 23 d'octubre de 2009   | Mount Lemmon         | Mt. Lemmon Survey          |
| 229888                  | 2009 UZ88              | 24 d'octubre de 2009   | Catalina             | CSS                        |
| 229889                  | 2009 UX102             | 24 d'octubre de 2009   | Catalina             | CSS                        |
| 229890                  | 2009 UH110             | 23 d'octubre de 2009   | Kitt Peak            | Spacewatch                 |
| 229891                  | 2009 UF111             | 23 d'octubre de 2009   | Kitt Peak            | Spacewatch                 |
| 229892                  | 2009 UW127             | 28 d'octubre de 2009   | Bisei SG Center      | BATTeRS                    |
| 229893                  | 2009 UJ128             | 26 d'octubre de 2009   | Kitt Peak            | Spacewatch                 |
| 229894                  | 2009 UC130             | 29 d'octubre de 2009   | La Sagra             | La Sagra                   |
| 229895                  | 2009 VK1               | 9 de novembre de 2009  | Mayhill              | Mayhill                    |
| 229896                  | 2009 VE3               | 10 de novembre de 2009 | Mayhill              | Mayhill                    |
| 229897                  | 2009 VL22              | 9 de novembre de 2009  | Mount Lemmon         | Mt. Lemmon Survey          |
| 229898                  | 2009 VG23              | 9 de novembre de 2009  | Mount Lemmon         | Mt. Lemmon Survey          |
| 229899                  | 2009 VW25              | 11 de novembre de 2009 | Tzec Maun            | F. Tozzi                   |
| (229900) Emmagreaves    | 2009 VO42              | 14 de novembre de 2009 | Mayhill              | N. Falla                   |

## 229901–230000
| Nom    | Designació provisional | Data de descobriment   | Lloc de descobriment | Descobridor/s                                          |
| ------ | ---------------------- | ---------------------- | -------------------- | ------------------------------------------------------ |
| 229901 | 2009 VD61              | 8 de novembre de 2009  | Kitt Peak            | Spacewatch                                             |
| 229902 | 2009 VA81              | 15 de novembre de 2009 | Catalina             | CSS                                                    |
| 229903 | 2009 WH14              | 16 de novembre de 2009 | Mount Lemmon         | Mt. Lemmon Survey                                      |
| 229904 | 2009 WO19              | 17 de novembre de 2009 | Mount Lemmon         | Mt. Lemmon Survey                                      |
| 229905 | 2009 WC33              | 16 de novembre de 2009 | Kitt Peak            | Spacewatch                                             |
| 229906 | 2009 WE85              | 19 de novembre de 2009 | Kitt Peak            | Spacewatch                                             |
| 229907 | 4513 P-L               | 24 de setembre de 1960 | Palomar              | C. J. van Houten, I. van Houten-Groeneveld, T. Gehrels |
| 229908 | 6005 P-L               | 24 de setembre de 1960 | Palomar              | C. J. van Houten, I. van Houten-Groeneveld, T. Gehrels |
| 229909 | 6201 P-L               | 24 de setembre de 1960 | Palomar              | C. J. van Houten, I. van Houten-Groeneveld, T. Gehrels |
| 229910 | 6798 P-L               | 24 de setembre de 1960 | Palomar              | C. J. van Houten, I. van Houten-Groeneveld, T. Gehrels |
| 229911 | 2107 T-3               | 16 d'octubre de 1977   | Palomar              | C. J. van Houten, I. van Houten-Groeneveld, T. Gehrels |
| 229912 | 4378 T-3               | 16 d'octubre de 1977   | Palomar              | C. J. van Houten, I. van Houten-Groeneveld, T. Gehrels |
| 229913 | 4503 T-3               | 16 d'octubre de 1977   | Palomar              | C. J. van Houten, I. van Houten-Groeneveld, T. Gehrels |
| 229914 | 5104 T-3               | 16 d'octubre de 1977   | Palomar              | C. J. van Houten, I. van Houten-Groeneveld, T. Gehrels |
| 229915 | 1990 SH                | 17 de setembre de 1990 | Siding Spring        | R. H. McNaught                                         |
| 229916 | 1995 CA4               | 1 de febrer de 1995    | Kitt Peak            | Spacewatch                                             |
| 229917 | 1995 CQ7               | 1 de febrer de 1995    | Kitt Peak            | Spacewatch                                             |
| 229918 | 1995 CJ10              | 4 de febrer de 1995    | Kitt Peak            | Spacewatch                                             |
| 229919 | 1995 FN5               | 23 de març de 1995     | Kitt Peak            | Spacewatch                                             |
| 229920 | 1995 FB19              | 29 de març de 1995     | Kitt Peak            | Spacewatch                                             |
| 229921 | 1995 SC43              | 25 de setembre de 1995 | Kitt Peak            | Spacewatch                                             |
| 229922 | 1995 ST60              | 25 de setembre de 1995 | Kitt Peak            | Spacewatch                                             |
| 229923 | 1995 UQ40              | 23 d'octubre de 1995   | Kitt Peak            | Spacewatch                                             |
| 229924 | 1995 UA59              | 18 d'octubre de 1995   | Kitt Peak            | Spacewatch                                             |
| 229925 | 1996 EM11              | 12 de març de 1996     | Kitt Peak            | Spacewatch                                             |
| 229926 | 1996 FB11              | 21 de març de 1996     | Kitt Peak            | Spacewatch                                             |
| 229927 | 1996 TN9               | 13 d'octubre de 1996   | Sudbury              | D. di Cicco                                            |
| 229928 | 1997 AB21              | 11 de gener de 1997    | Kitt Peak            | Spacewatch                                             |
| 229929 | 1997 GL5               | 8 d'abril de 1997      | Kitt Peak            | Spacewatch                                             |
| 229930 | 1997 ST16              | 28 de setembre de 1997 | Kitt Peak            | Spacewatch                                             |
| 229931 | 1997 SL31              | 28 de setembre de 1997 | Kitt Peak            | Spacewatch                                             |
| 229932 | 1997 TY1               | 3 d'octubre de 1997    | Caussols             | ODAS                                                   |
| 229933 | 1997 TG27              | 4 d'octubre de 1997    | Caussols             | ODAS                                                   |
| 229934 | 1998 BS22              | 23 de gener de 1998    | Kitt Peak            | Spacewatch                                             |
| 229935 | 1998 KB43              | 28 de maig de 1998     | Kitt Peak            | Spacewatch                                             |
| 229936 | 1998 QL21              | 17 d'agost de 1998     | Socorro              | LINEAR                                                 |
| 229937 | 1998 RZ6               | 12 de setembre de 1998 | Kitt Peak            | Spacewatch                                             |
| 229938 | 1998 SJ87              | 26 de setembre de 1998 | Socorro              | LINEAR                                                 |
| 229939 | 1998 SM95              | 26 de setembre de 1998 | Socorro              | LINEAR                                                 |
| 229940 | 1998 SU115             | 26 de setembre de 1998 | Socorro              | LINEAR                                                 |
| 229941 | 1998 SV152             | 26 de setembre de 1998 | Socorro              | LINEAR                                                 |
| 229942 | 1998 SJ173             | 19 de setembre de 1998 | Apache Point         | Sloan Digital Sky Survey                               |
| 229943 | 1998 TH                | 10 d'octubre de 1998   | Oizumi               | T. Kobayashi                                           |
| 229944 | 1998 UW                | 17 d'octubre de 1998   | Catalina             | CSS                                                    |
| 229945 | 1998 US8               | 17 d'octubre de 1998   | Xinglong             | Beijing Schmidt CCD Asteroid Program                   |
| 229946 | 1998 UZ9               | 16 d'octubre de 1998   | Kitt Peak            | Spacewatch                                             |
| 229947 | 1998 VJ41              | 14 de novembre de 1998 | Kitt Peak            | Spacewatch                                             |
| 229948 | 1998 WC19              | 21 de novembre de 1998 | Socorro              | LINEAR                                                 |
| 229949 | 1998 WV26              | 16 de novembre de 1998 | Kitt Peak            | Spacewatch                                             |
| 229950 | 1998 XD5               | 12 de desembre de 1998 | Farra d'Isonzo       | Farra d'Isonzo                                         |
| 229951 | 1998 XU21              | 10 de desembre de 1998 | Kitt Peak            | Spacewatch                                             |
| 229952 | 1998 XM25              | 13 de desembre de 1998 | Kitt Peak            | Spacewatch                                             |
| 229953 | 1998 YB17              | 22 de desembre de 1998 | Kitt Peak            | Spacewatch                                             |
| 229954 | 1999 BC5               | 19 de gener de 1999    | Caussols             | ODAS                                                   |
| 229955 | 1999 BS30              | 19 de gener de 1999    | Kitt Peak            | Spacewatch                                             |
| 229956 | 1999 CS115             | 12 de febrer de 1999   | Socorro              | LINEAR                                                 |
| 229957 | 1999 KF7               | 17 de maig de 1999     | Socorro              | LINEAR                                                 |
| 229958 | 1999 RD43              | 13 de setembre de 1999 | Siding Spring        | R. H. McNaught                                         |
| 229959 | 1999 RV172             | 9 de setembre de 1999  | Socorro              | LINEAR                                                 |
| 229960 | 1999 RP227             | 7 de setembre de 1999  | Anderson Mesa        | LONEOS                                                 |
| 229961 | 1999 TS12              | 12 d'octubre de 1999   | Prescott             | P. G. Comba                                            |
| 229962 | 1999 TS125             | 4 d'octubre de 1999    | Socorro              | LINEAR                                                 |
| 229963 | 1999 TX146             | 7 d'octubre de 1999    | Socorro              | LINEAR                                                 |
| 229964 | 1999 TA158             | 7 d'octubre de 1999    | Socorro              | LINEAR                                                 |
| 229965 | 1999 TY185             | 12 d'octubre de 1999   | Socorro              | LINEAR                                                 |
| 229966 | 1999 TH203             | 13 d'octubre de 1999   | Socorro              | LINEAR                                                 |
| 229967 | 1999 TU225             | 2 d'octubre de 1999    | Catalina             | CSS                                                    |
| 229968 | 1999 TB235             | 3 d'octubre de 1999    | Catalina             | CSS                                                    |
| 229969 | 1999 TN249             | 9 d'octubre de 1999    | Catalina             | CSS                                                    |
| 229970 | 1999 TR250             | 9 d'octubre de 1999    | Catalina             | CSS                                                    |
| 229971 | 1999 UX11              | 29 d'octubre de 1999   | Kitt Peak            | Spacewatch                                             |
| 229972 | 1999 UO16              | 29 d'octubre de 1999   | Catalina             | CSS                                                    |
| 229973 | 1999 UX26              | 30 d'octubre de 1999   | Catalina             | CSS                                                    |
| 229974 | 1999 UR36              | 16 d'octubre de 1999   | Kitt Peak            | Spacewatch                                             |
| 229975 | 1999 VC40              | 12 de novembre de 1999 | Bergisch Gladbac     | W. Bickel                                              |
| 229976 | 1999 VP55              | 4 de novembre de 1999  | Socorro              | LINEAR                                                 |
| 229977 | 1999 VM62              | 4 de novembre de 1999  | Socorro              | LINEAR                                                 |
| 229978 | 1999 VW119             | 3 de novembre de 1999  | Kitt Peak            | Spacewatch                                             |
| 229979 | 1999 VJ129             | 11 de novembre de 1999 | Kitt Peak            | Spacewatch                                             |
| 229980 | 1999 VV141             | 10 de novembre de 1999 | Kitt Peak            | Spacewatch                                             |
| 229981 | 1999 VC182             | 9 de novembre de 1999  | Socorro              | LINEAR                                                 |
| 229982 | 1999 WG17              | 30 de novembre de 1999 | Kitt Peak            | Spacewatch                                             |
| 229983 | 1999 WU23              | 17 de novembre de 1999 | Kitt Peak            | Spacewatch                                             |
| 229984 | 1999 XN63              | 7 de desembre de 1999  | Socorro              | LINEAR                                                 |
| 229985 | 1999 XQ78              | 7 de desembre de 1999  | Socorro              | LINEAR                                                 |
| 229986 | 1999 XZ121             | 7 de desembre de 1999  | Catalina             | CSS                                                    |
| 229987 | 1999 XU194             | 12 de desembre de 1999 | Socorro              | LINEAR                                                 |
| 229988 | 1999 XO225             | 13 de desembre de 1999 | Kitt Peak            | Spacewatch                                             |
| 229989 | 1999 YR2               | 16 de desembre de 1999 | Kitt Peak            | Spacewatch                                             |
| 229990 | 1999 YB15              | 31 de desembre de 1999 | Kitt Peak            | Spacewatch                                             |
| 229991 | 2000 AH207             | 3 de gener de 2000     | Kitt Peak            | Spacewatch                                             |
| 229992 | 2000 AW207             | 4 de gener de 2000     | Kitt Peak            | Spacewatch                                             |
| 229993 | 2000 AK218             | 8 de gener de 2000     | Kitt Peak            | Spacewatch                                             |
| 229994 | 2000 BJ9               | 26 de gener de 2000    | Kitt Peak            | Spacewatch                                             |
| 229995 | 2000 CE15              | 2 de febrer de 2000    | Socorro              | LINEAR                                                 |
| 229996 | 2000 CS17              | 2 de febrer de 2000    | Socorro              | LINEAR                                                 |
| 229997 | 2000 CU74              | 8 de febrer de 2000    | Kitt Peak            | Spacewatch                                             |
| 229998 | 2000 CG106             | 5 de febrer de 2000    | Kitt Peak            | M. W. Buie                                             |
| 229999 | 2000 DG42              | 29 de febrer de 2000   | Socorro              | LINEAR                                                 |
| 230000 | 2000 DW43              | 29 de febrer de 2000   | Socorro              | LINEAR                                                 |